# Canon-PowerShot-G-Reihe
Die Modelle der Canon PowerShot G Digitalkamera-Reihe des japanischen Herstellers Canon richten sich an ambitionierte Hobbyfotografen. Das G steht für Genius. Den Namen PowerShot führte die Firma Canon 1998 als Bezeichnung ihrer digitalen Kompaktkameras ein.

## Merkmale
Die Kameras der G-Reihe wurden im Rahmen der PowerShot-Produktpalette im September 2000 mit dem Modell G1 eingeführt. Wegen ihres Vollmetallgehäuses sind sie für Kompaktkameras vergleichsweise schwer und sie verfügen über relativ lichtstarke Objektive. Eine Besonderheit stellt der Blitzschuh dar, mit dem Canon-Systemblitze und teilweise weiteres Systemzubehör verwendet werden kann.
Die Stromversorgung erfolgt durch Lithium-Ionen-Akkus. Neben dem rückseitigen Monitor haben die meisten Modelle der G-Reihe einen optischen Sucher, teils ist ein elektronischer Sucher als Sonderzubehör erhältlich. Die Kameras sind teils mit schwenkbaren oder klappbaren Monitoren ausgestattet, neuere Modelle verfügen über eine Touchscreen-Bedienung.
Die G-Reihe umfasst bislang die Modelle G1, G2, G3, G5, G6, G7, G9, G10, G11, G12, G15 und G16, sowie mit deutlich größerem 1,5-Zoll-Sensor die Modelle G1X und G1X Mark II. Ab Ende 2014 wurde die Reihe durch die Modelle G3X, G5X, G7X und G9X mit 1,0-Zoll-Sensor erweitert. Das Topmodel G1X Mark III mit einem APS-C-Sensor wurde 2017 eingeführt.

## Modellserie mit kleinen Sensoren

### PowerShot G1
Die PowerShot G1 ist die erste Kamera der G-Reihe und wurde im September 2000 eingeführt. Sie besitzt einen 1/1,8-Zoll-Sensor und zeichnet sowohl RAW-Dateien als auch JPEG-Dateien mit einer Auflösung von 3,3 Megapixeln auf. Der Monitor ist ein 1,8″-LC-Display. Im Lieferumfang befand sich auch eine Fernbedienung, mit der Zoom und Auslöser bedient werden konnten.

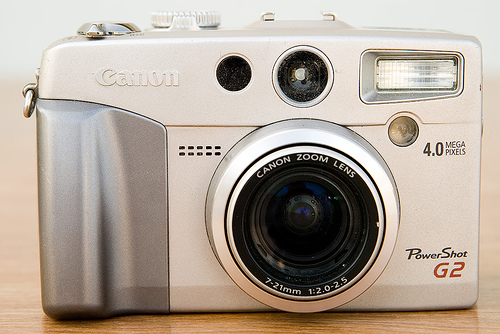
Canon Powershot G2

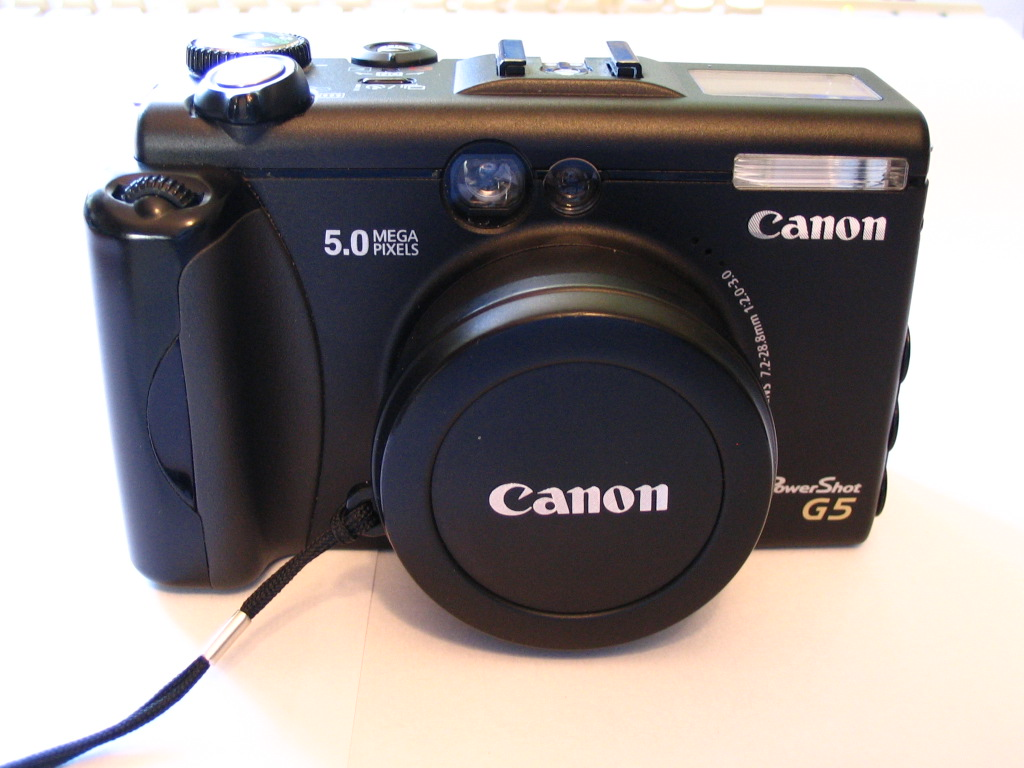
Canon Powershot G5

### PowerShot G2 bis G6
Im August 2001 folgte mit der G2 der weitgehend identisch ausgestattete Nachfolger der G1; der wesentliche Unterschied war ein mit netto 4 Megapixel auflösender Sensor, der die maximale Bildauflösung auf 2272 × 1704 steigerte. Mit der G3 erfolgte im September 2002 die Einführung des DiG!C-Prozessors. Die DIGIC-Bildprozessoren übernehmen alle Aufgaben der digitalen Bildbearbeitung und der Kamerasteuerung. Die DIGIC-Bildprozessoren sind darüber hinaus die Basis für Canons iSAPS-Technik (Intelligent Scene Analysis based on Photographic Space).
Aus kulturellen Gründen wurde die Produktnummer G4 übersprungen. Das japanische Wort für vier wird ähnlich wie si im chinesischen Mandarin und shi in Japanisch ausgesprochen; in beiden Sprachen ein Homonym für das Wort Tod. Die nachfolgenden Modelle G5 (Juni 2003) und G6 (August 2004) teilen mit ihrem Vorgänger G3 das lichtstarke Zoomobjektiv mit 35–140 mm Brennweite und einer Blendenöffnung von F2.0-F3.0. Die Auflösung wurde mit der G3 von 4,0 Megapixeln bis auf 7,1 Megapixel bei der G6 erhöht, die nun einen 2-Zoll-Monitor erhielt.
Zu den gemeinsamen Ausstattungsmerkmalen gehören bis zur PowerShot G6 ein schwenkbarer Monitor, ein monochromes Zusatzdisplay auf der Gehäuseoberseite zur Anzeige von Betriebsdaten (Blende, Verschlusszeit etc.), die Verarbeitung des RAW-Formats, die Möglichkeit des manuellen Weißabgleichs, der USB-Anschluss, ein Compact-Flash-Speicherplatz, der mit der G3 eingeführte Neutraldichtefilter und die mitgelieferte Infrarot-Fernbedienung.

### PowerShot G7

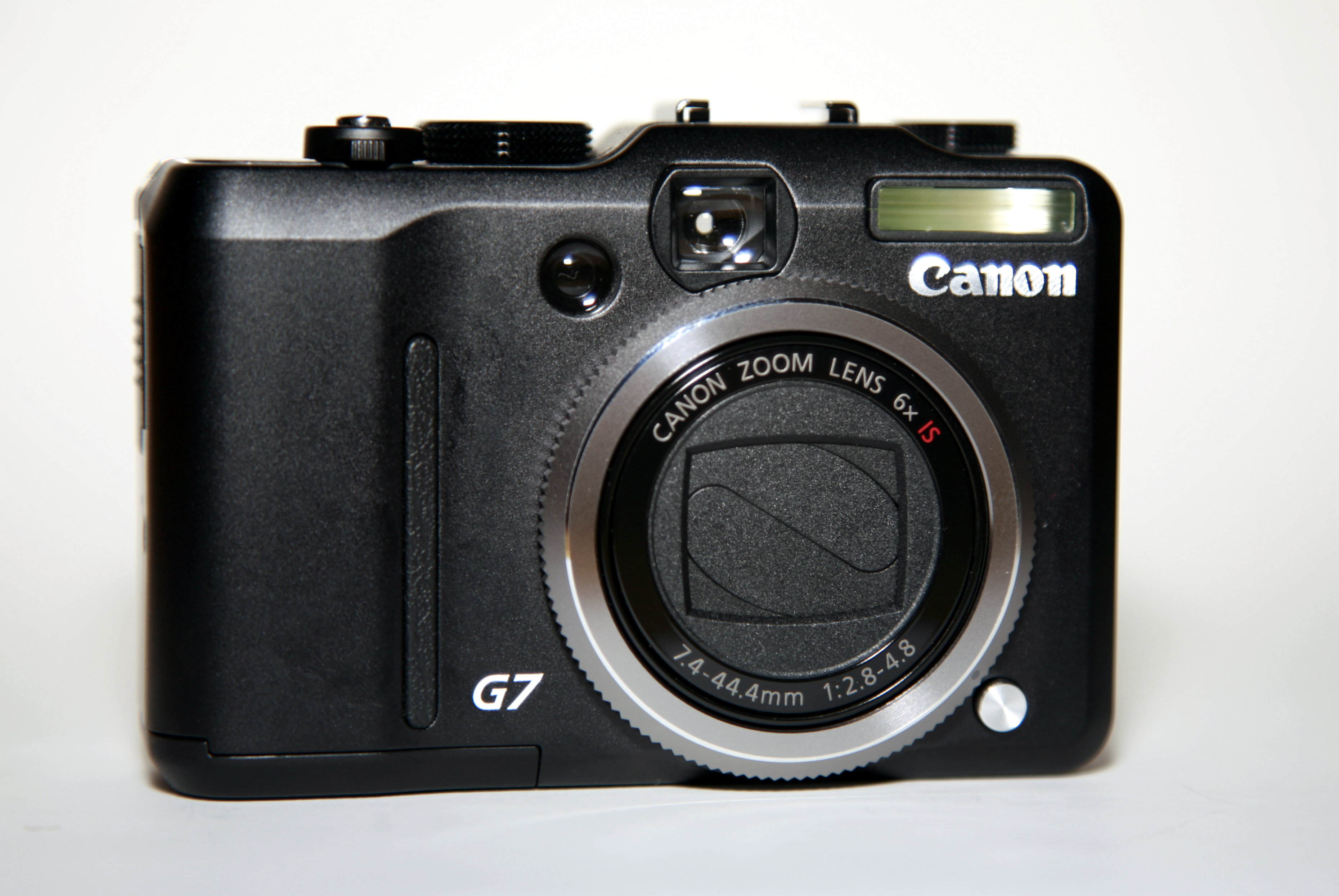
Canon Powershot G7

Im September 2006 eingeführt, ist sie die Nachfolgerin der Canon PowerShot G6. Die G7 bietet eine Auflösung von 10,0 Megapixeln bei einem 1/1,8-Zoll-Sensor und eine Brennweite von 35–210 mm bei einer Blendenöffnung von F2.8-F4.8. Der Monitor ist ein 2,5-Zoll-TFT-(Polysilizium-)Bildschirm. Anders als ihre Vorgänger und Nachfolger lassen sich die Bilder bei der G7 nicht im RAW-Format aufzeichnen. Neue Ausstattungsmerkmale sind der DiGIC III Bildprozessor, die minimale Aufnahmeentfernung von 1 cm bei Makrofotografie und eine Gesichtserkennung.
 Aus kulturellen Gründen wurde die Produktnummer G8 übersprungen.

### PowerShot G9
Die PowerShot G9 wurde im August 2007 von Canon vorgestellt und bietet eine Auflösung von 12,1 Megapixeln bei einem 1/1,7-Zoll-Sensor und einem Bildprozessor DIGIC III mit iSAPS. Sie zeichnet sowohl RAW-Dateien als auch JPEG-Dateien auf, was für die Weiterverarbeitung der Bilder wichtig ist. Der Monitor mit einer Diagonale von 3,0″ hat eine Antireflexbeschichtung, damit er auch bei direktem Lichteinfall gut erkennbar ist. Im kompakten Magnesiumgehäuse ist das von der G7 übernommene 6-fach Zoomobjektiv mit einem Brennweitenbereich von 35 mm bis 210 mm mit optischem Bildstabilisator integriert; auf der Oberseite befinden sich der Blitzschuh und das mit der G7 eingeführte ISO-Wahlrad. Die günstigere Variante der G9 ist die PowerShot A650 IS.
Zu den weiteren Ausstattungsmerkmalen gehören 25 Aufnahmemodi (Nachtmodus, Feuerwerksmodus, Portraitmodus usw.), 9-Punkt-Autofokus mit FlexiZone (Autofokusfeld wahl), Gesichtserkennung, maximale ISO 3.200 bei 2 Megapixeln und Auto-ISO-Shift. Die Belichtungsfunktionen umfassen die Einstellungen AUTO, Programm (P), Blendenautomatik (TV), Zeitautomatik (AV), manueller Modus (M), Custom Programm (C1/C2), 16 Szenemodi (SCN), Panorama-Funktion (Stitch-Assistant) und Video (1024x768,15fps).
Die G9 bietet auch die Möglichkeit expliziter Tonaufnahmen und sie so als Sound Recorder zu nutzen. Die mitgelieferte Canon USB Remote Capture Software erlaubt eine Fernsteuerung der Kamera über den Computer. Das ermöglicht die Verwendung von Software von Drittanbietern. Die Kamera ermöglicht auch Zeitrafferaufnahmen mit einem Aufnahmeintervall von 1 oder 2 Sekunden über eine maximale Zeitdauer von zwei Stunden. Die G11 oder G1X verfügen über dieses Features nicht mehr.

### PowerShot G10
Die seit Oktober 2008 erhältliche Canon PowerShot G10 bietet eine Auflösung von 14,7 Megapixeln bei einem 1/1,7-Zoll-Sensor, mit dem neuen DiG!C 4-Prozessor für die Bildverarbeitung. Sie zeichnet sowohl RAW- als auch JPEG-Dateien auf. Der Monitor ist ein 3,0″-Bildschirm. Außerdem setzt Canon, anders als bei der G9, auf ein 5-fach optisches Zoomobjektiv mit einem größeren Weitwinkel von 28–140 mm bei F2.8–4.5. Auf der Gehäuseoberseite findet sich ein Wahlrad für die Belichtungskorrektur, und die Auflösung des Monitors wurde auf 461.000 Bildpunkte verdoppelt.

### PowerShot G11
Seit Oktober 2009 ist die Canon PowerShot G11 auf dem Markt. Die Kamera wartet mit einem 28-mm-Weitwinkelobjektiv, 5-fachem optischem Zoom und optischem Bildstabilisator auf. Die Auflösung beträgt 10 Megapixel bei der gleichen Sensorgröße wie der G10. Mehrere Tests bestätigen der G11 geringeres Bildrauschen im Vergleich zum Vorgänger. Ein weiterer markanter Unterschied zum Vorgänger ist die Weiterentwicklung des nun 2,8 Zoll großen LC-Bildschirms, der dreh- und schwenkbar ist, was schon bei den Modellen G1 bis G6 möglich war. Videosequenzen können mit einer max. Auflösung von 640x480 erstellt werden. Die G11 ist für die Makrofotografie gut geeignet, da man mit der Naheinstellgrenze von ca. 1 cm ab Objektivvorderseite (im Weitwinkel) sehr nahe an das Objektiv herankommt. Die Belichtungszeit liegt zwischen 15 und 1/2.000 Sekunden. Mit dem alternativen Firmware-Aufsatz CHDK lässt sich der Funktionsumfang der Kamera erheblich erweitern.

### PowerShot G12
Die seit Oktober 2010 erhältliche G12 ist eine Weiterentwicklung der G11. Am Objektiv, Sensor oder LC-Bildschirm wurden keine Änderungen vorgenommen. Der seit der G11 erhältliche Videomodus wurde durch das hochauflösendes Format 1280×720 Pixel erweitert, zusätzlich wurde ein zweites Mikrofon hinzugefügt, so dass nun Stereotonaufnahmen möglich sind. An der Frontseite wurde ein zusätzliches, programmierbares Wählrad hinzugefügt. Zusätzlich lassen sich verschiedene Seitenverhältnisse einstellen: 3:2, 1:1, 16:9, 4:5. Die interne Software wurde um einen automatischen HDR-Modus für kontrastreiche Motive ergänzt, der aus drei unterschiedlich belichteten Aufnahmen ein Bild mit hohem Dynamikumfang erzeugt. Bei diesen Aufnahmen ist ein Stativ erforderlich, da die interne Software keinen Ausgleich bei Motivverschiebungen bei Aufnahmen „aus der Hand“ durchführt. Neben einem verbesserten Bildstabilisator verfügt die G12 zusätzlich über eine elektronische Wasserwaage. Der Belichtungsindex lässt sich ab der G12 in 1/3 ISO-Stufen einstellen. Wie die Vorgängermodelle verfügt die G12 über einen frei schwenkbaren LC-Monitor mit einer Auflösung von 461.000 Pixeln.

### PowerShot G15 und G16
Im September 2012 kam die G15 auf den Markt. Sie unterscheidet sich von der G12 insbesondere durch ein mit f/1.8–2.8 lichtstärkeres Objektiv im gleichen Brennweitenbereich (28–140 mm KB-Äquivalent). Filme können in Full-HD (1920 × 1080 Pixel, 24 fps) aufgenommen werden. Der Monitor hat eine Auflösung von 922.000 Bildpunkten. Der Monitor ist fest eingebaut und lässt sich gegenüber den Vorgängermodellen nicht mehr klappen, ein Vorzug der älteren Modelle, der inzwischen der G1X-Reihe vorbehalten ist.
Die G16 ist seit Ende September 2013 erhältlich. Sie weist die gleichen Objektivparameter wie die G15 auf, verfügt im Gegensatz zu dieser jedoch über einen rückwärtig belichteten Bildsensor. Beworben wird sie hauptsächlich über einen neuen Bildprozessor und dessen gesteigerte Verarbeitungsgeschwindigkeit, u. a. ist Full-HD mit 60 fps möglich. Der Monitor ist wie bei der G15 fest eingebaut.

## Modellserie mit größeren Sensoren (X)

### PowerShot G1 X, G1 X Mark II und G1 X Mark III
Die seit Februar 2012 erhältliche G1 X verfügt mit 18,7 mm × 14,0 mm (1,5-Zoll) über einen sechsmal größeren Fotosensor als die bisherigen Kameras der G-Reihe. Der 14,3-Megapixel-CMOS-Sensor hat ein Bildformat von 4:3 und ist damit 8 Prozent größer als der Sensor von Four-Thirds-Kameras. Mit 534 Gramm ist sie deutlich schwerer als die Vorgängermodelle. Der größere Sensor ermöglicht zusammen mit dem neueren DIGIC-5-Prozessor eine erheblich erweiterte ISO-Empfindlichkeit. Die Bildschirm-Auflösung wurde ebenfalls erheblich verbessert. Die übrigen Ausstattungsmerkmale entsprechen mehr oder weniger denen der Vorgängermodelle, z. B. der HDR-Modus. Auf der anderen Seite wurde der Brennweitenbereich mit 28–112 mm (KB-Äquivalent) etwas reduziert, und es ist kein automatischer Objektivschutz mehr vorhanden. Gegenüber der G12 entfallen ist das Wählrad für die ISO-Einstellung. Während die Naheinstellgrenze der G12 ca. 1 cm beträgt, benötigt die G1X etwa 20 cm Entfernung vom Objekt (jeweils am weiten Ende des Zoombereichs). Um bei Makroaufnahmen die Distanz zu Motiven zu reduzieren, werden Nahlinsen benötigt. Für die Kamera gibt es einen 58-mm-Filteradapter für Zubehör wie Polfilter, Neutraldichtefilter, Schutzfilter sowie UV-Filter. Die Belichtungszeit liegt zwischen 15 und (real) 1/2.000 Sekunden. Der alternative Firmware-Aufsatz CHDK erweitert den Funktionsumfang der Kamera. Die sich auf der der Kamera beigefügten CD befindliche Software Canon ZoomBrowser zum Sichten und Bearbeiten von Fotos wurde einstweilen durch den Canon ImageBrowser ersetzt.
Die G1 X Mark II kam im Februar 2014 auf den Markt. Der Sensor hat die gleiche Größe, löst aber etwas weniger Pixel auf. Neben dem DIGIC-6-Prozessor liegt die bedeutendste Änderung im Objektiv. Die Brennweite beginnt bei entsprechend 24 mm KB und ist mit f/2.0-3.9 lichtstärker als das Vorgängermodell. Außerdem ist das Touchscreen-Display nicht mehr dreh-, sondern ausschließlich nach oben und unten klappbar. Am Objektiv befinden sich zusätzlich zwei konfigurierbare Steuerringe. Die WLAN-Funktion ermöglicht die direkte Verbindung mit Smartphone und Desktop-PC. Das Gehäuse ist gegenüber dem direkten Vorgänger deutlich handlicher geworden. HDR-Bilder sind auch ohne Stativ erstellbar. Eine Panoramafunktion ist nicht vorhanden.
Die G1 X Mark III wurde im Oktober 2017 angekündigt. Der Sensor wurde gegenüber dem Vorgängermodell auf APS-C Größe vergrößert. Sie hat ein 15 – 45 mm 1:2,8 – 5,6 Objektiv, was einem KB-Vollformat: 24 – 72 mm entspricht. Fokussiert wird über das Dual Pixel CMOS AF System.

### PowerShot G3 X
Die G3 X ist im Juni 2015 vorgestellt und im Juli eingeführt worden. Sie ist nicht zu verwechseln mit der G3. Die G3 X bietet einen 1-Zoll-CMOS-Sensor mit einer Auflösung von 20,0 Megapixeln und ein 25-fach-Superzoom, welches einer Kleinbildbrennweite von 24–600 mm entspricht. Die Blendenöffnung reicht von F1:2,8 – F5,6. Der Monitor ist ein 8,0 cm Touchscreen-LCD-(TFT-)Bildschirm. Bei der G3 X lassen sich die Bilder im RAW-Format aufzeichnen. Verbaut ist der DIGIC-6-Bildprozessor.

### PowerShot G5 X
Die G5 X mit 1,0-Zoll-Sensor ist im Oktober 2015 vorgestellt und im November eingeführt worden. Die Blendenöffnung reicht von F1:1,8 – 2,8. Es ist ein elektronischer Sucher, zusätzlich zum dreh- und schwenkbarem Display, ein Monitor fest eingebaut.

### PowerShot G7 X und G7 X Mark II
Die G7 X mit 1,0-Zoll-Sensor ist im September 2014 vorgestellt und im Oktober eingeführt worden. Die G7 X ist nicht zu verwechseln mit der G7. Die G7 X bietet eine Auflösung von 20,0 Megapixeln und eine Brennweite von 24–100 mm bei einer Blendenöffnung von F1:1,8 – F2,8. Der Monitor ist ein 3-Zoll-Touchscreen-LCD (TFT)-Bildschirm. Bei der G7 X lassen sich die Bilder im RAW-Format aufzeichnen. Ausstattungsmerkmale sind der DIGIC 6 Bildprozessor, die minimale Aufnahmeentfernung von ca. 5 cm (Weitwinkel) ab Objektivvorderseite bzw. ca. 40 cm (Tele) ab Objektivvorderseite.
Im Februar 2016 wurde für Mai die Nachfolgerin, die Canon PowerShot G7 X Mark II angekündigt. Wesentliche Neuerung ist der hier erstmals verwendete DIGIC 7 Bildprozessor, der bis zu 8 Bilder/s ermöglicht.

### PowerShot G9 X
Die G9 X ist im Oktober 2015 vorgestellt und im November eingeführt worden. Sie ist eine neue Kamera mit sogenannten 1,0-Zoll-Sensor. Die Blendenöffnung reicht von F1:2,0 – F4,9.

## Galerie PowerShot G-Serie (mit kleinen Sensoren)

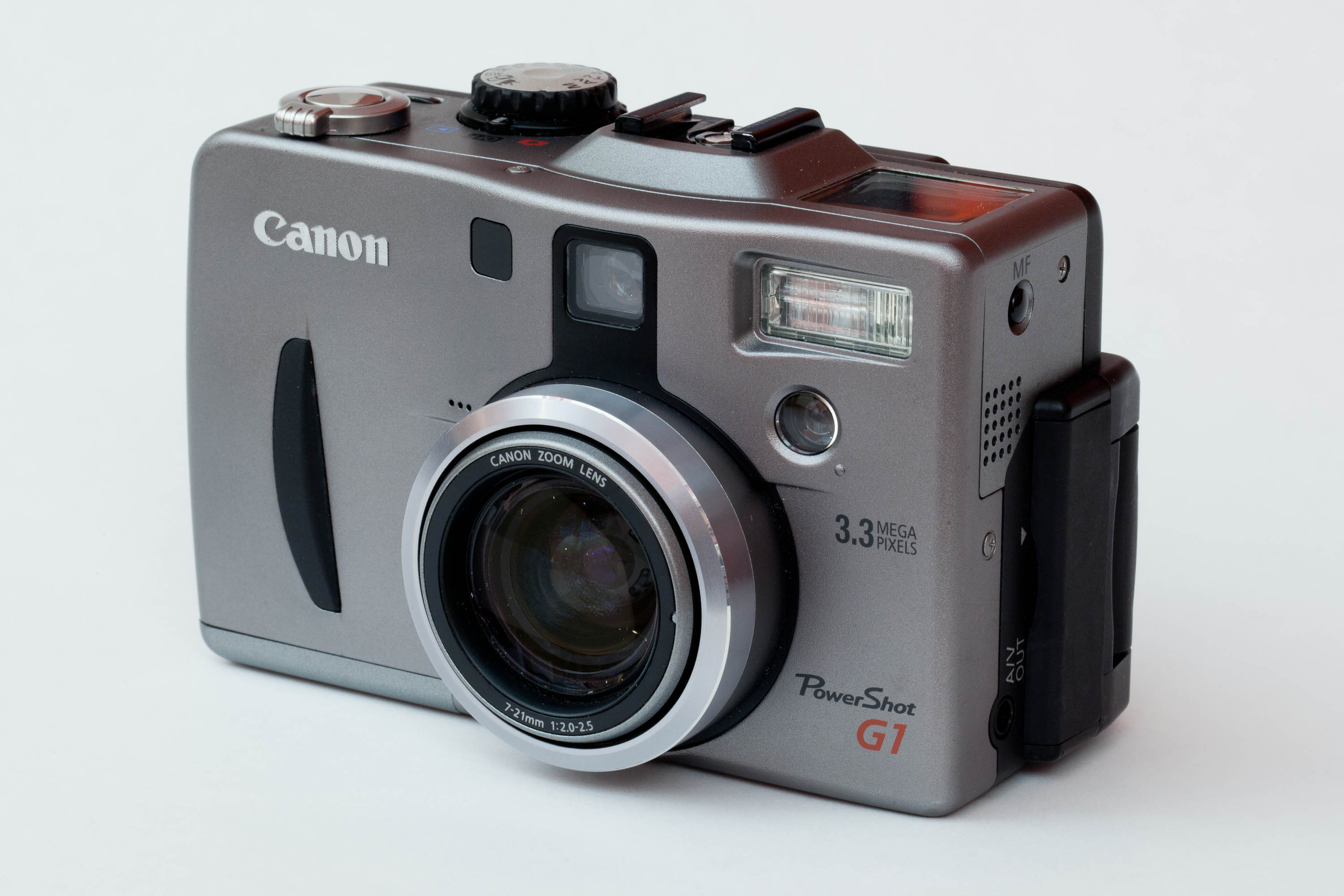
G1
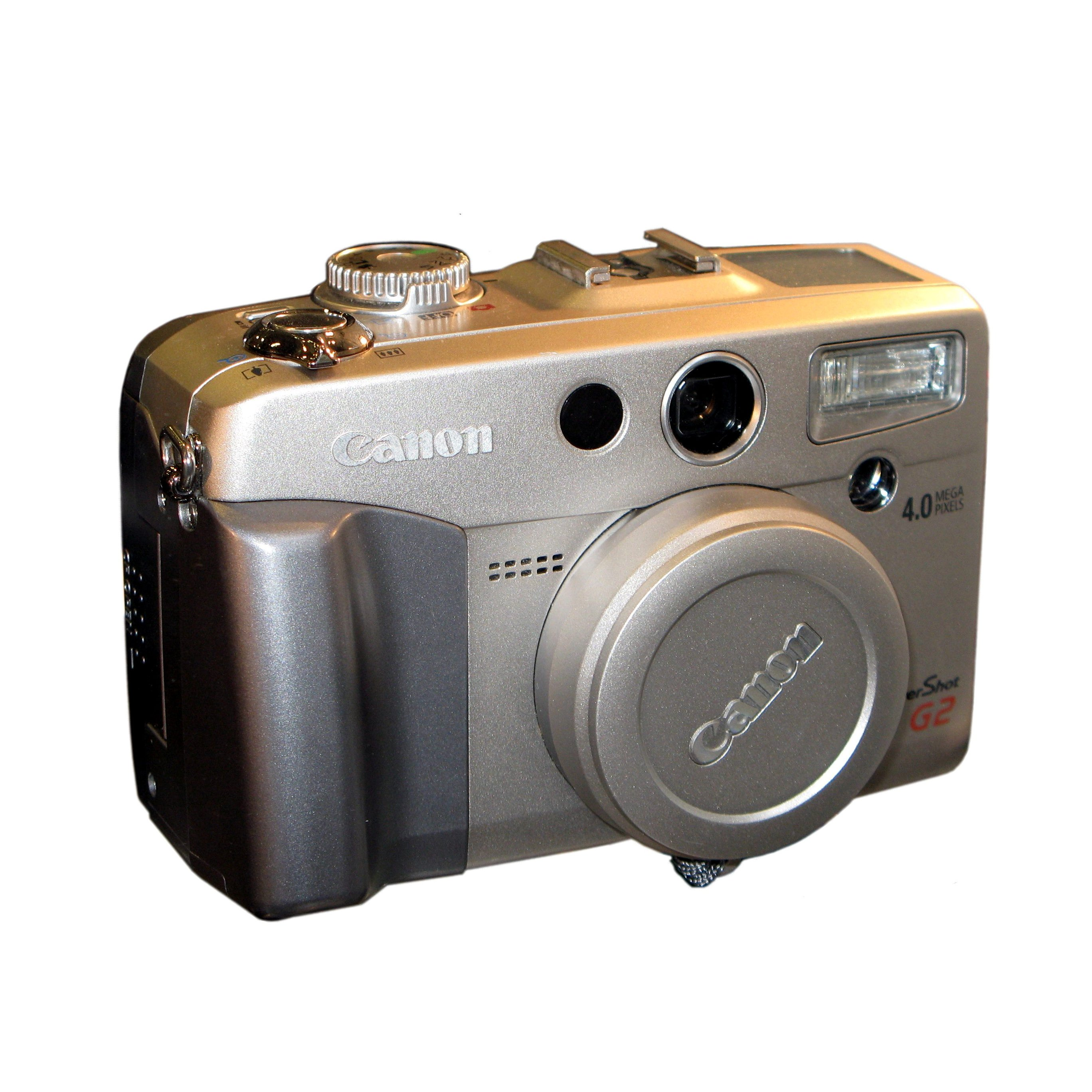
G2 mit Objektivkappe
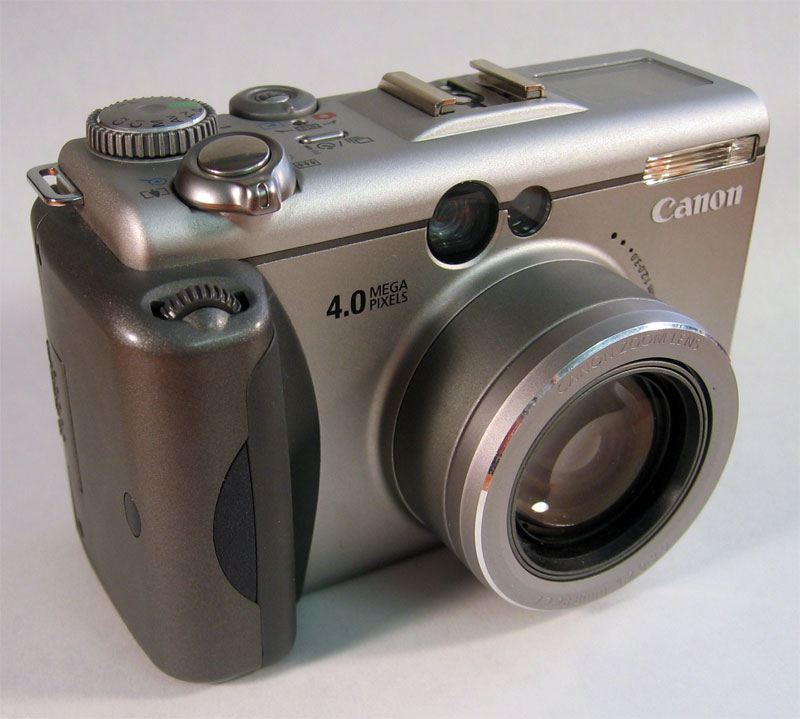
G3
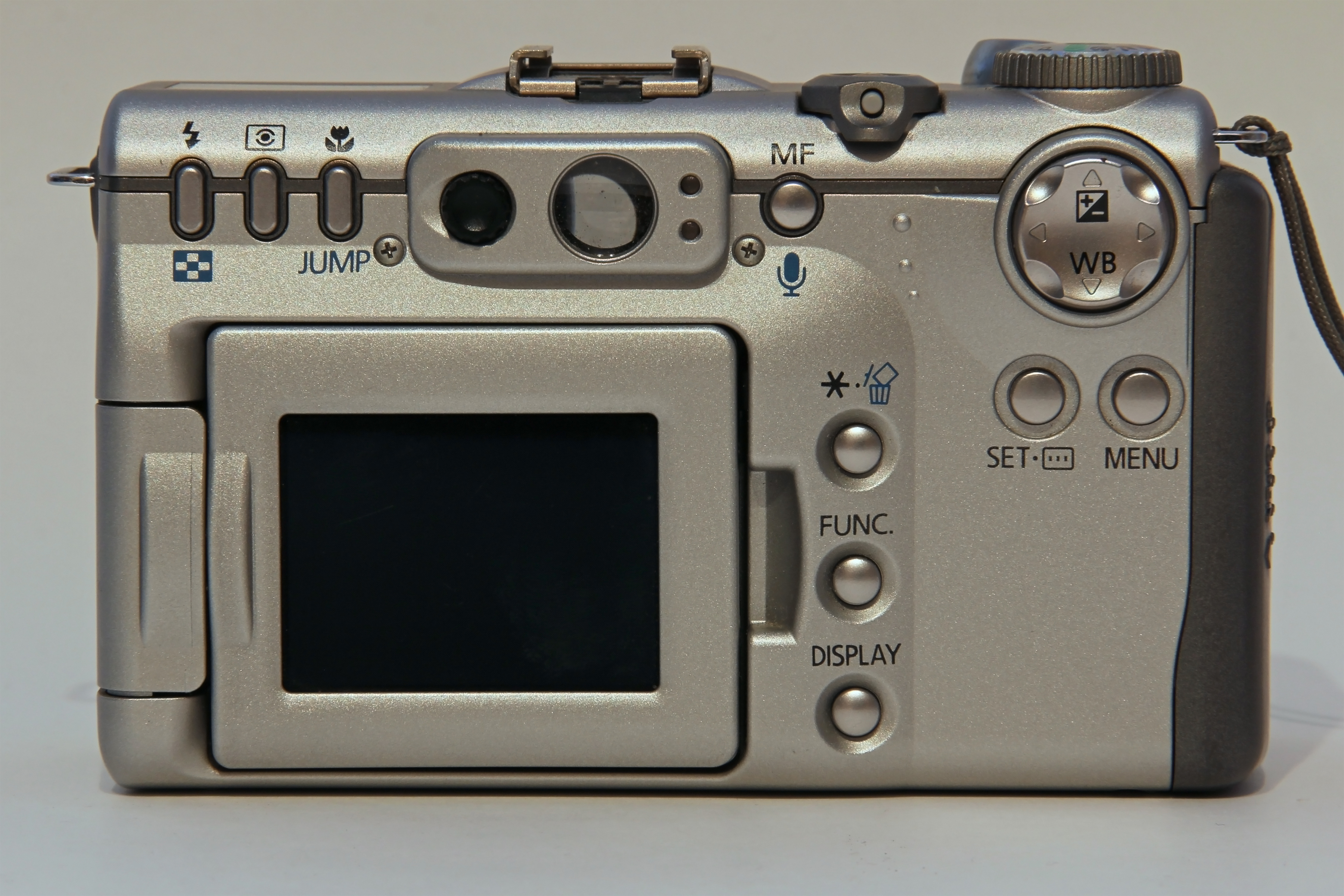
G3 Rückseite
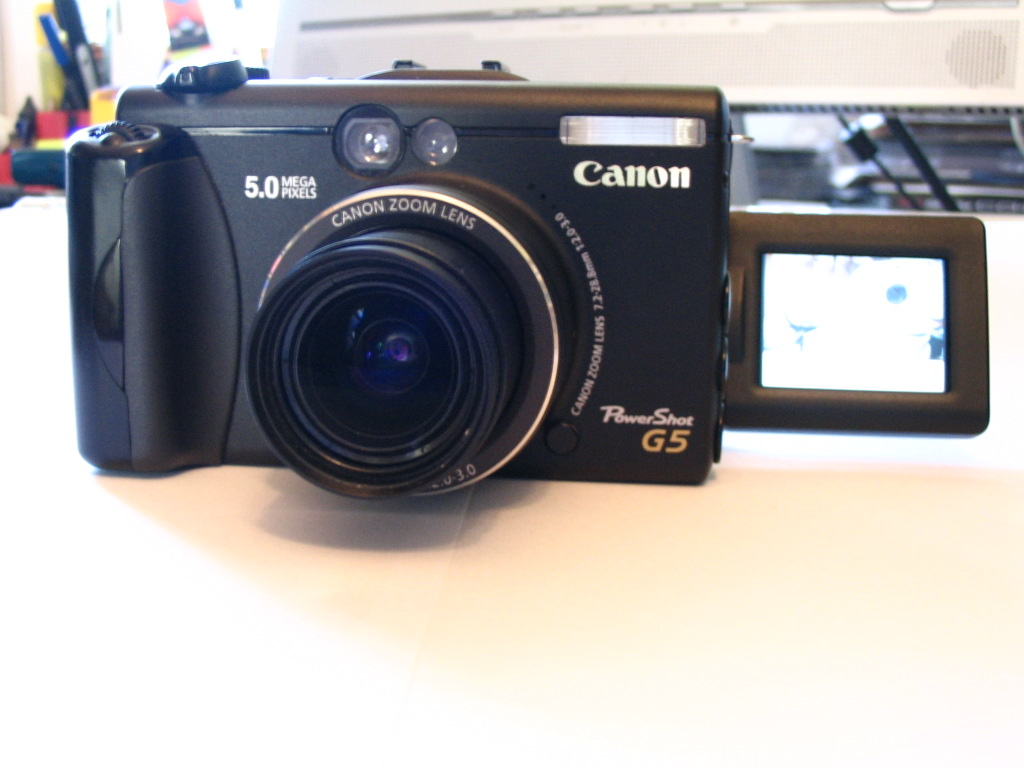
G5 mit dreh- und schwenkbarem Display
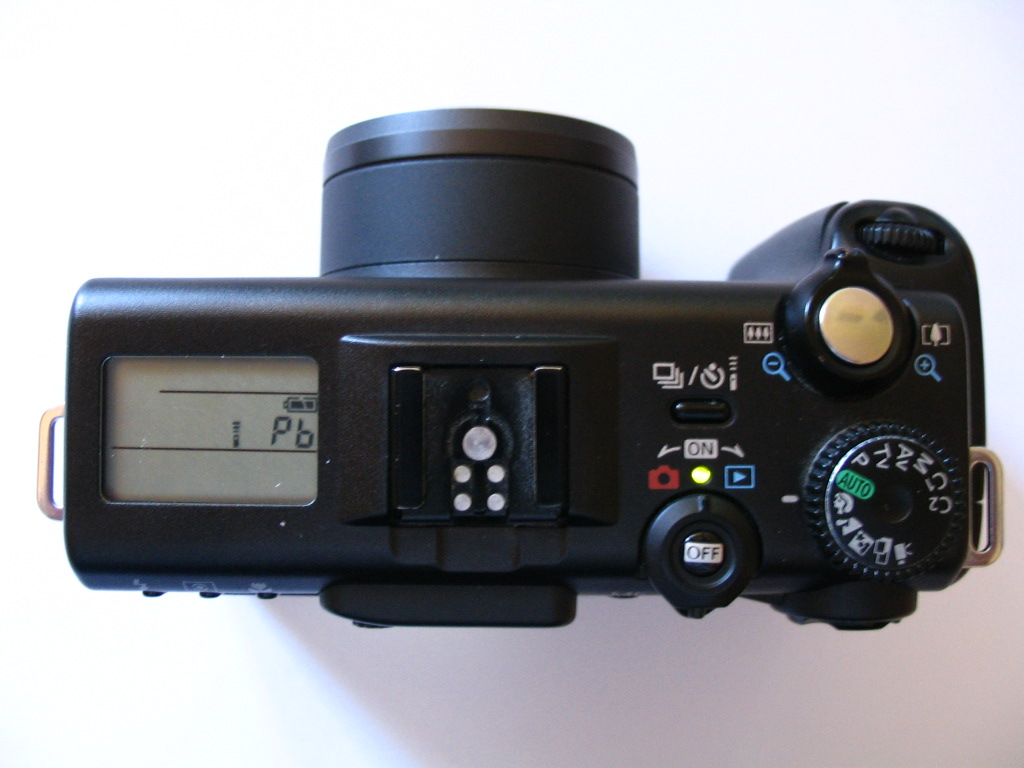
G5
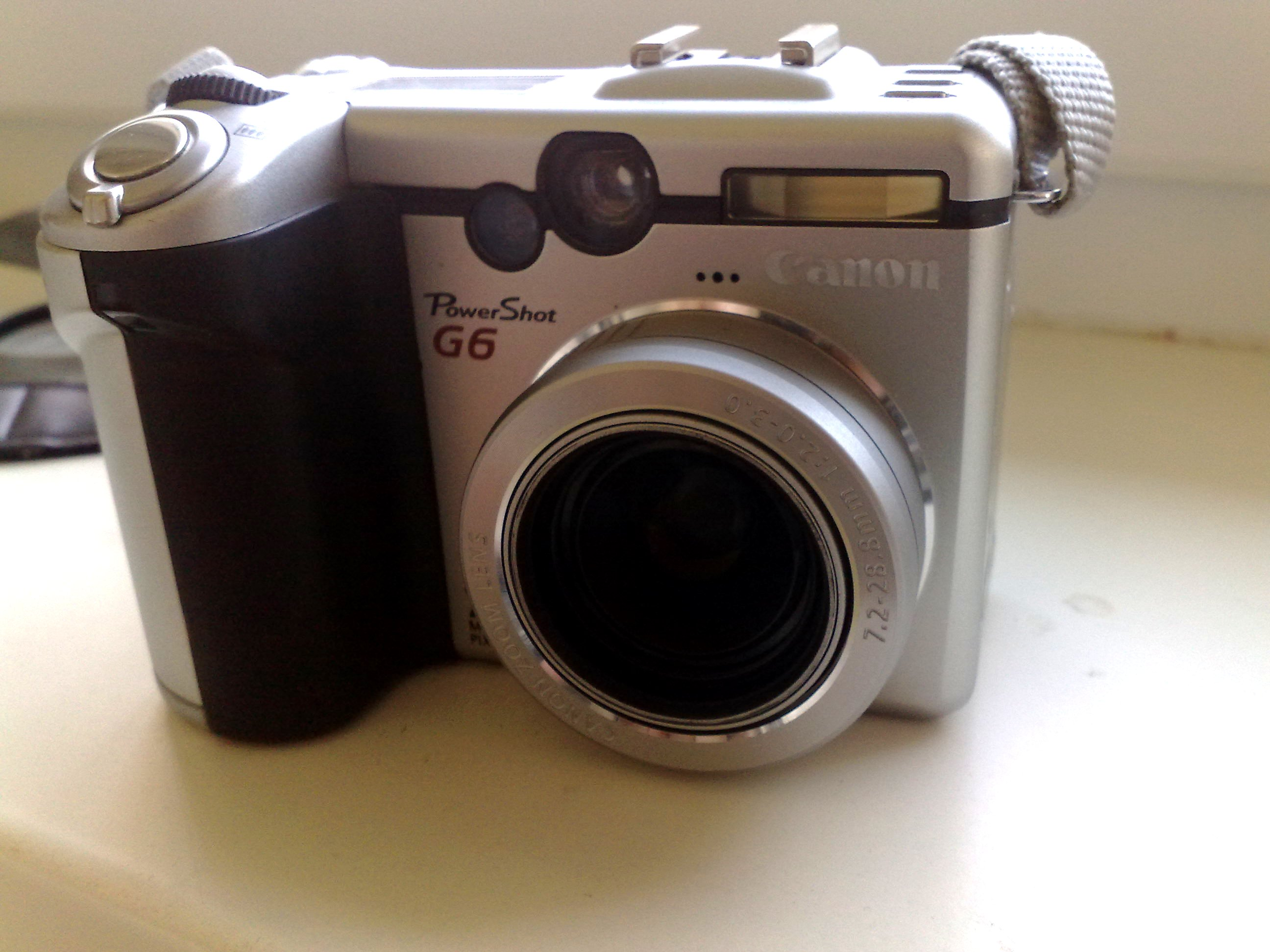
G6
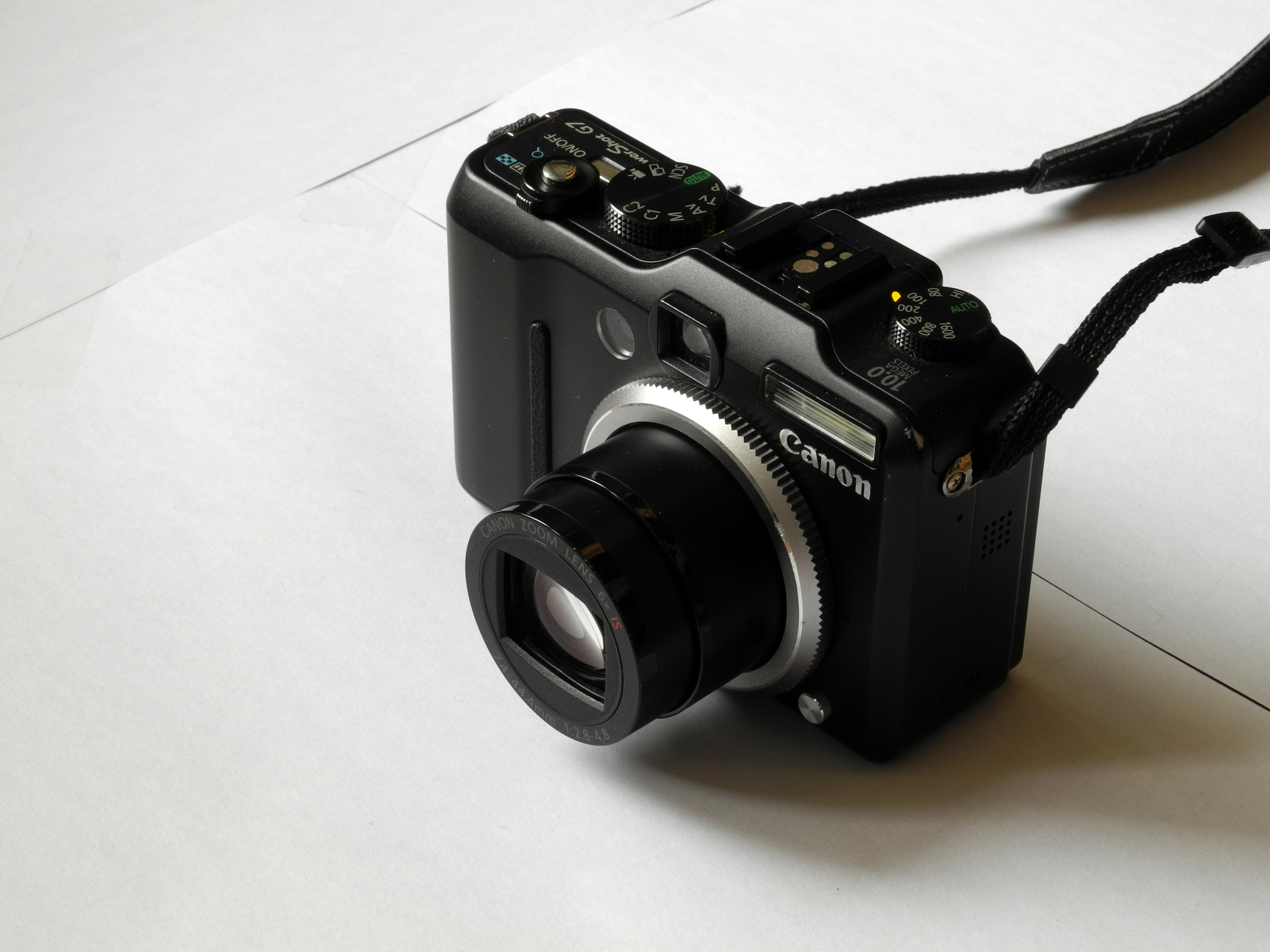
G7
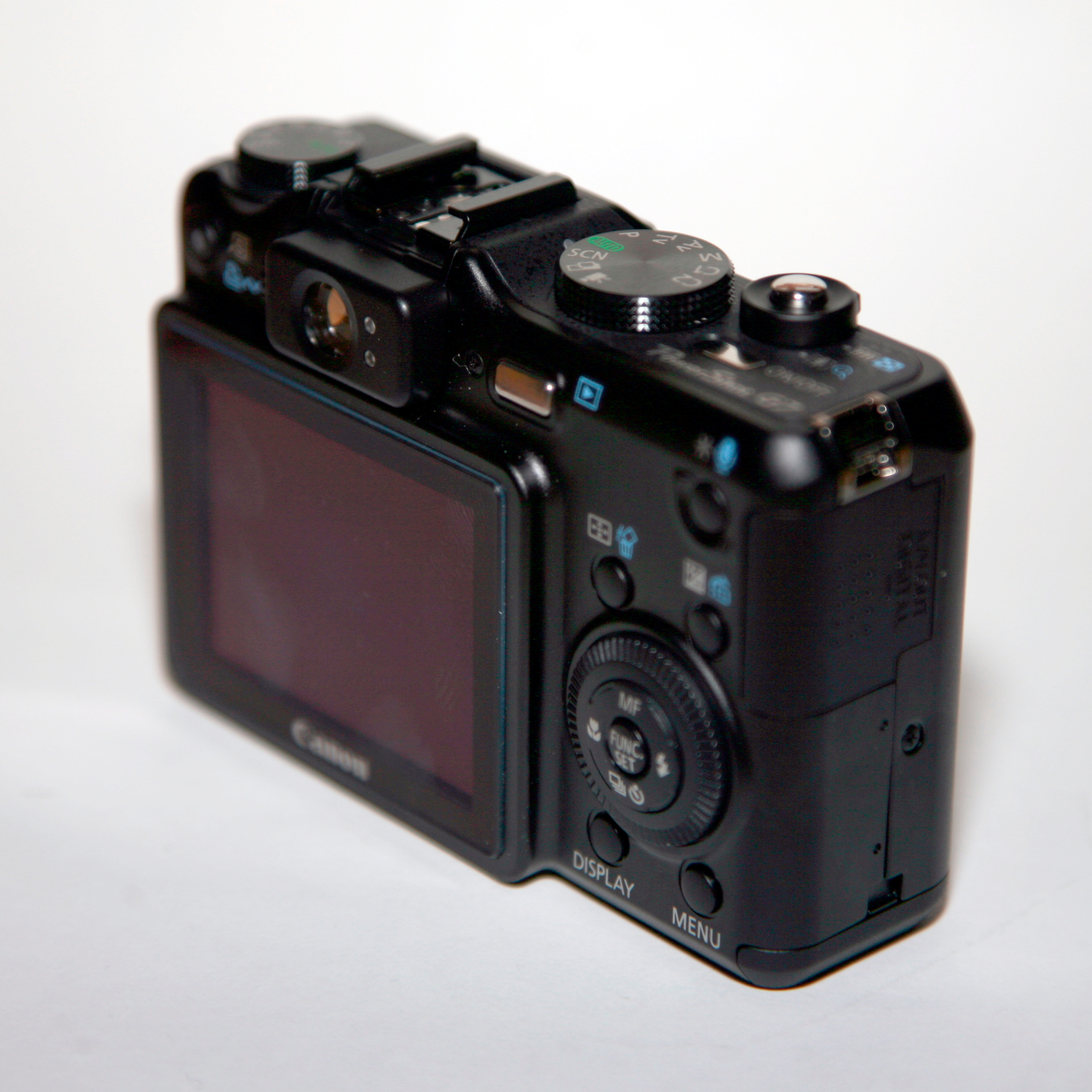
G7 Rückseite
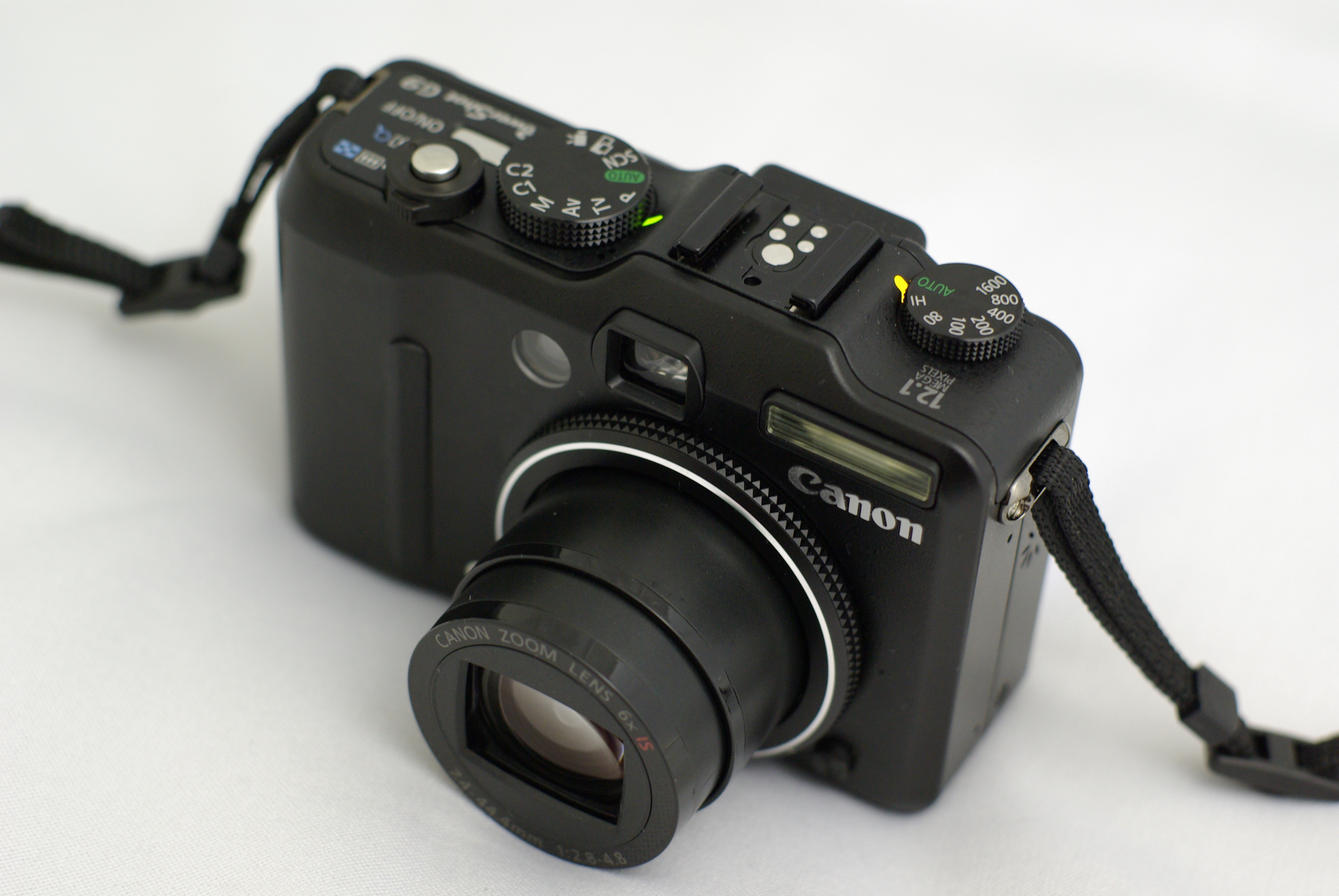
G9
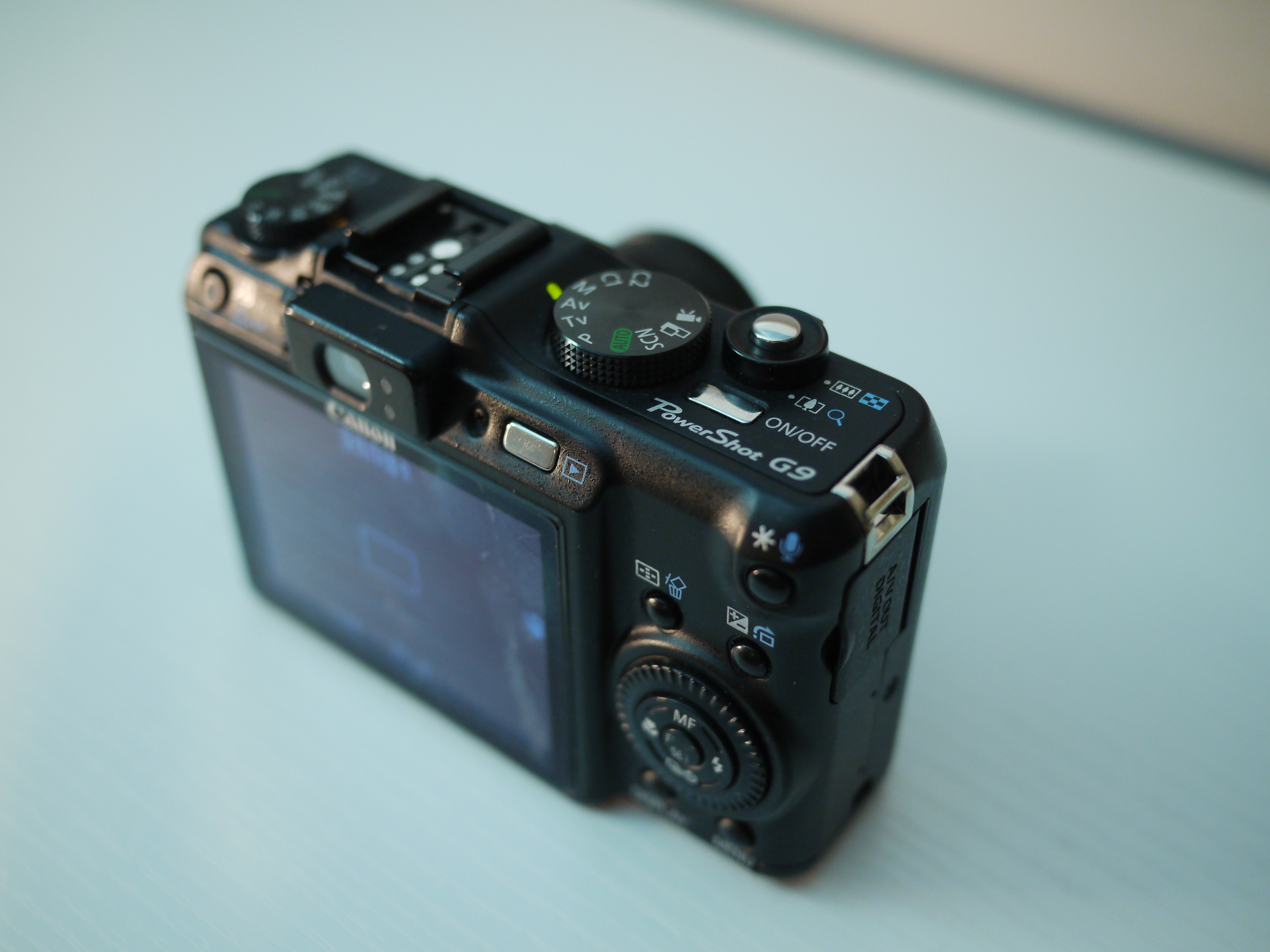
G9 Rückseite
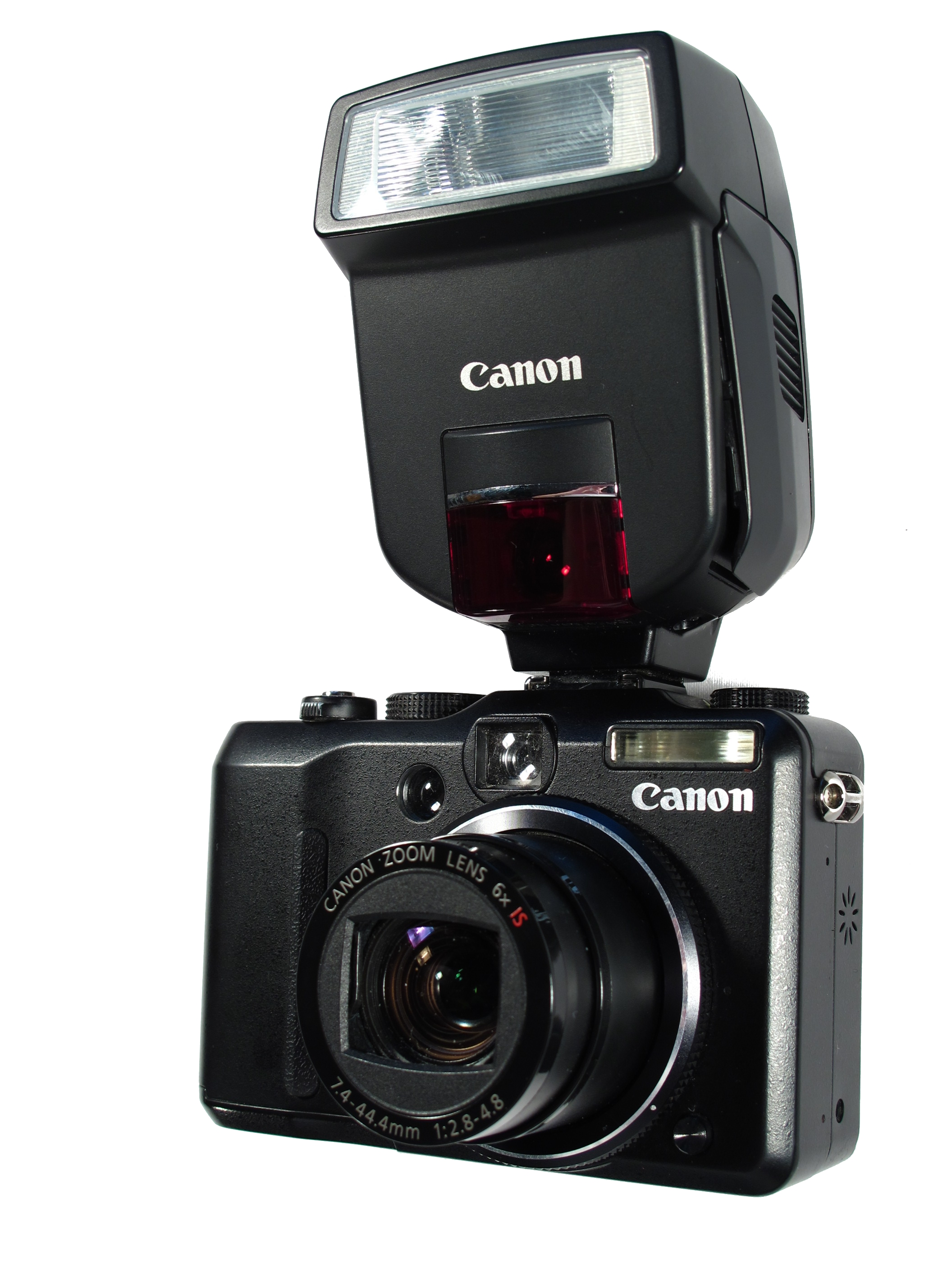
G9 mit Speedlite 220 EX
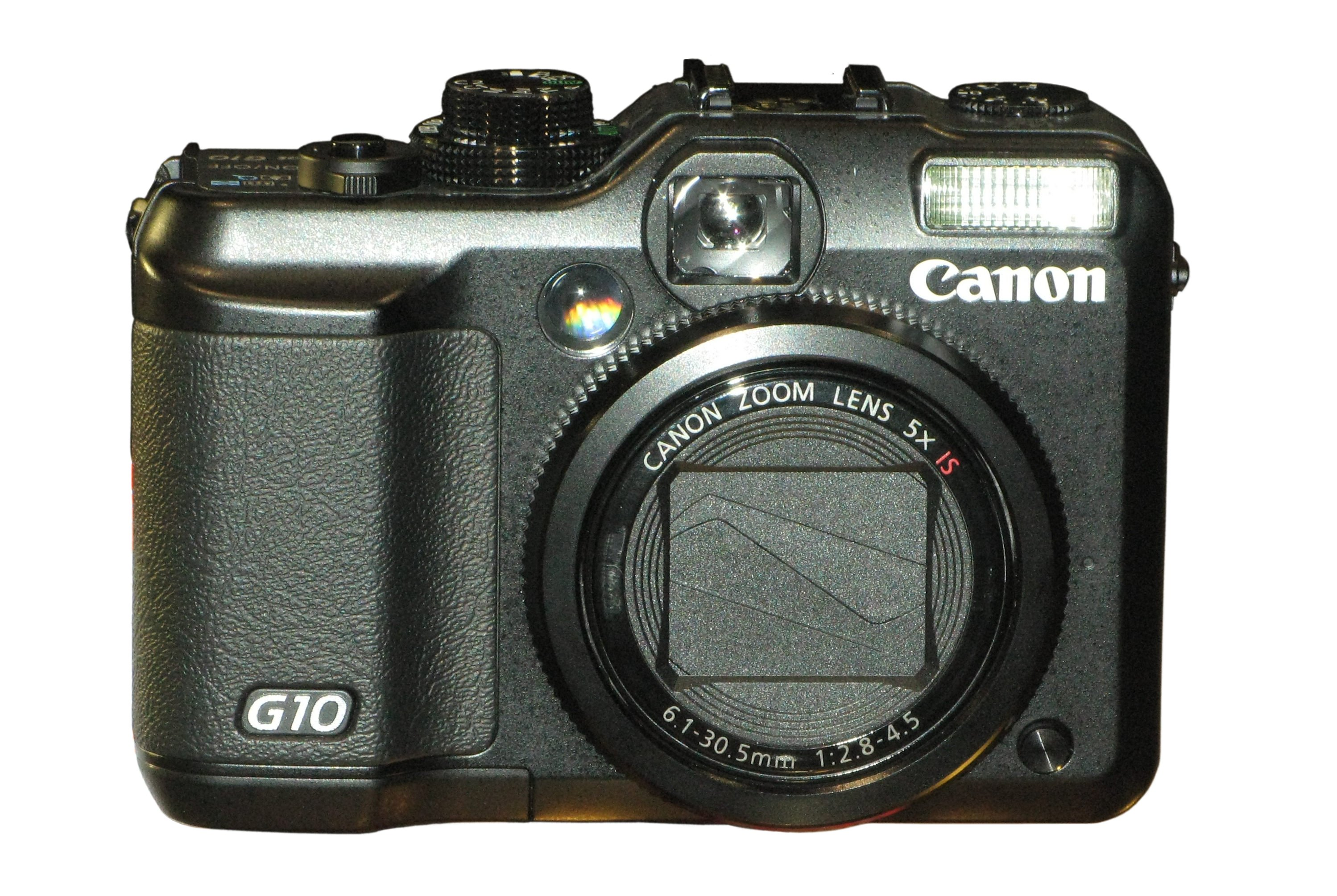
G10
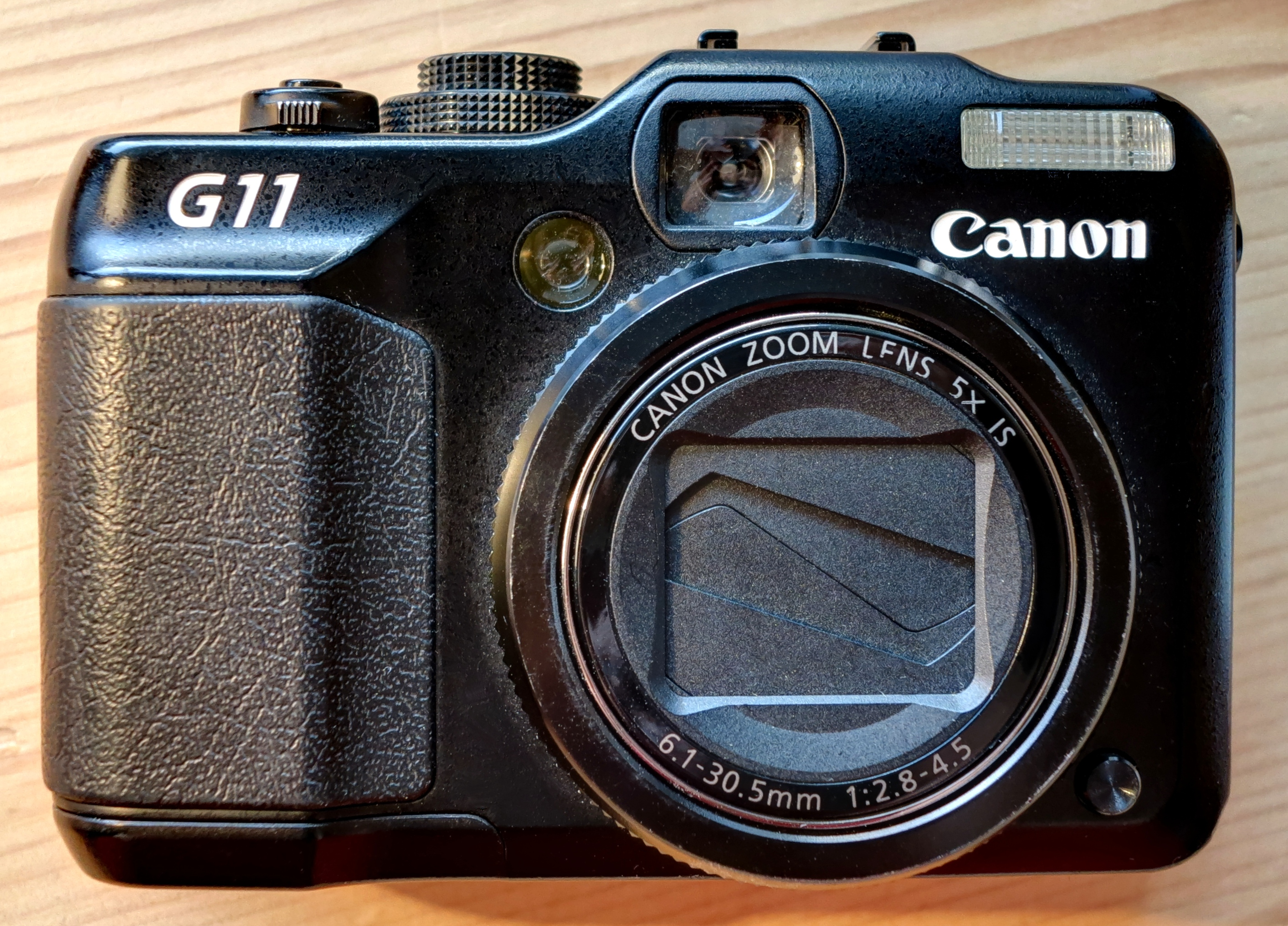
G11
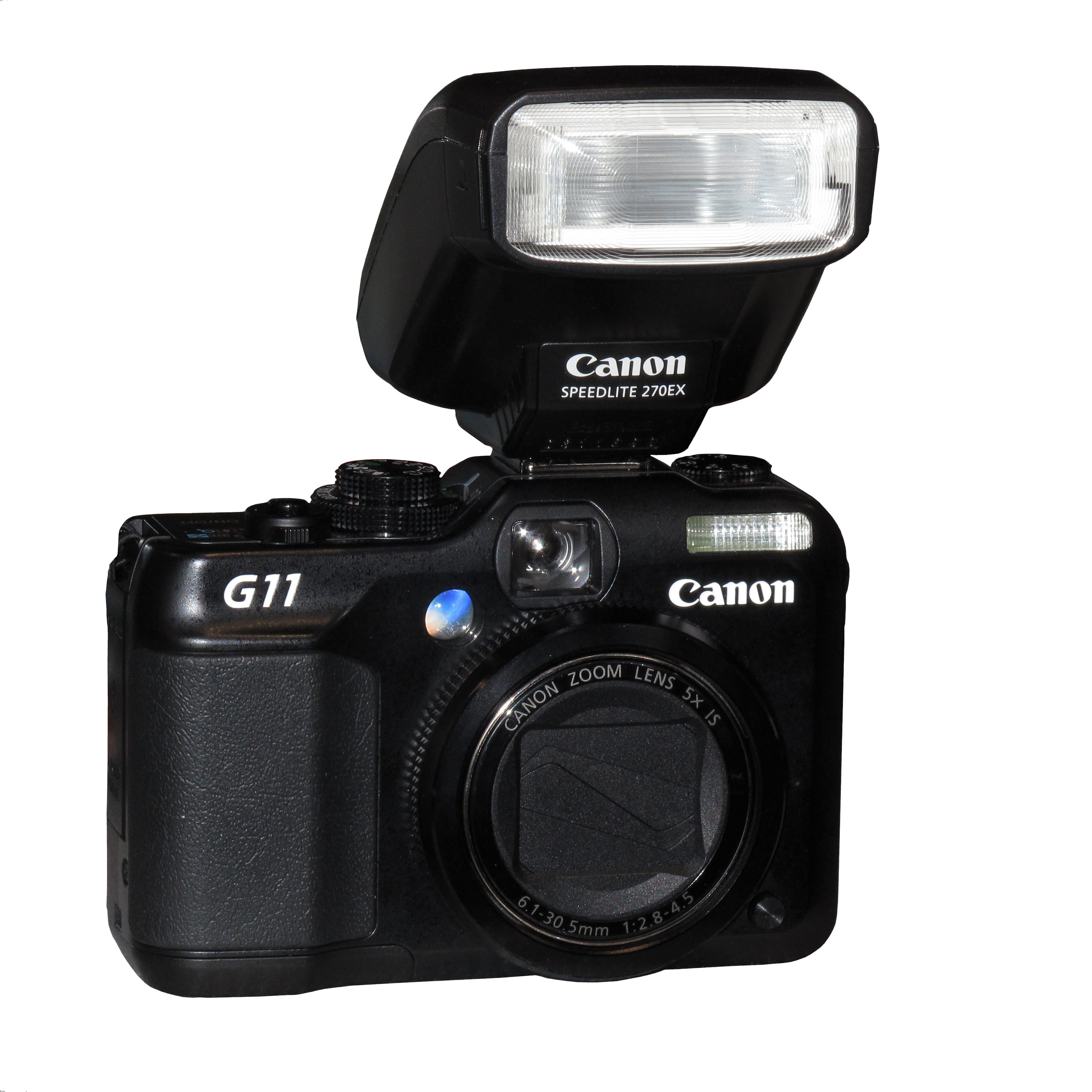
G11 mit Speedlite 270 EX
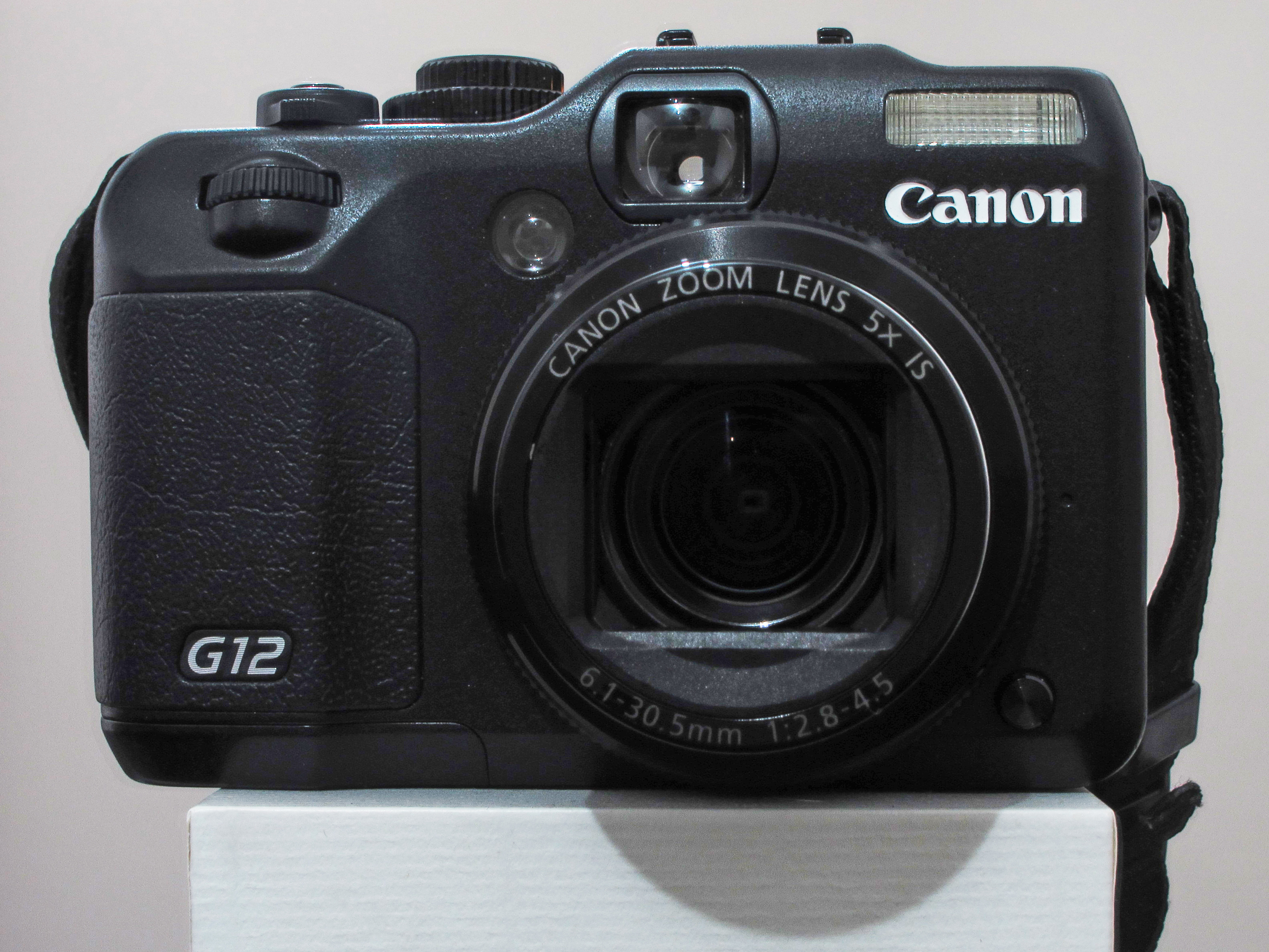
G12
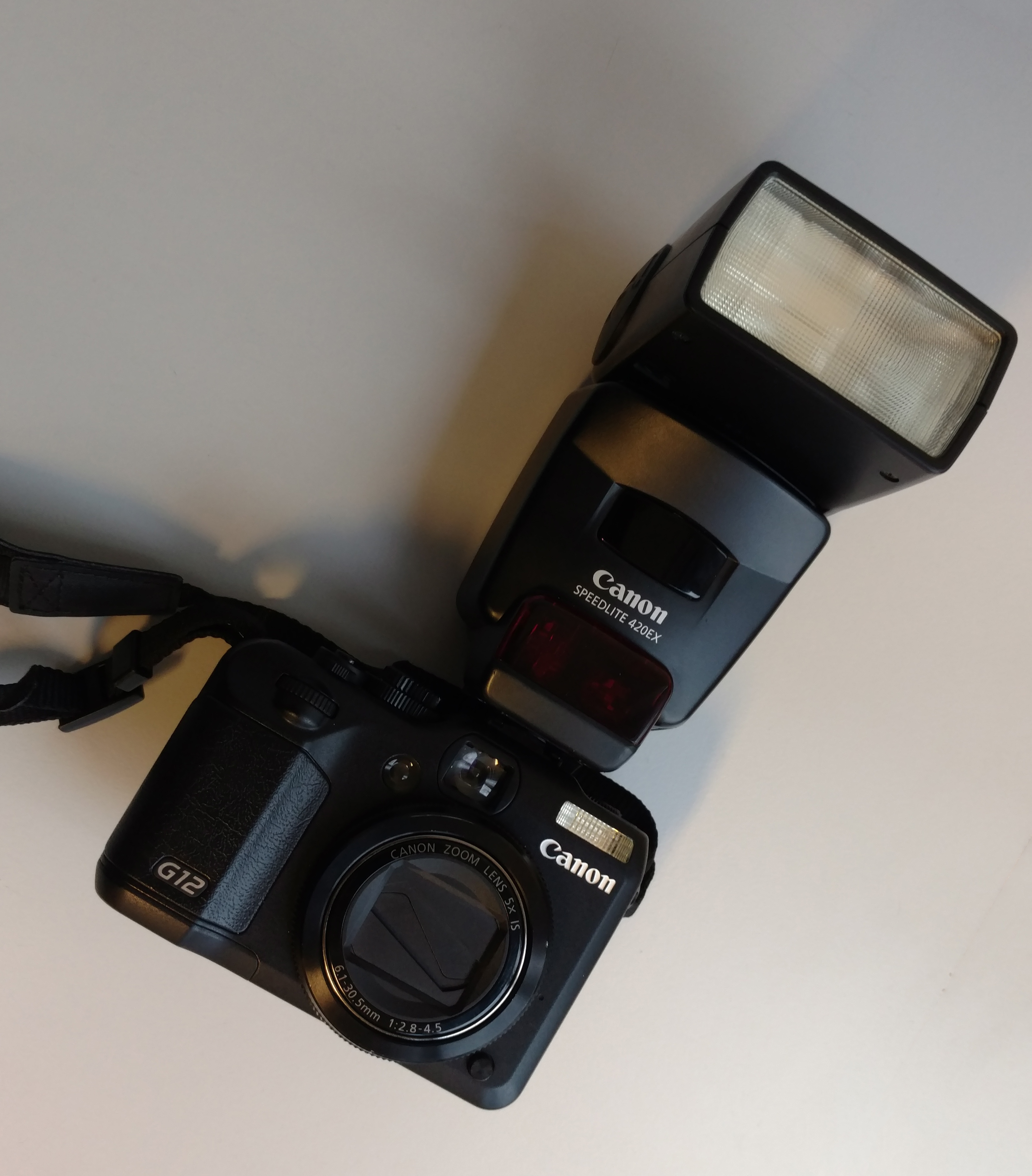
G12 mit Speedlite 420 EX
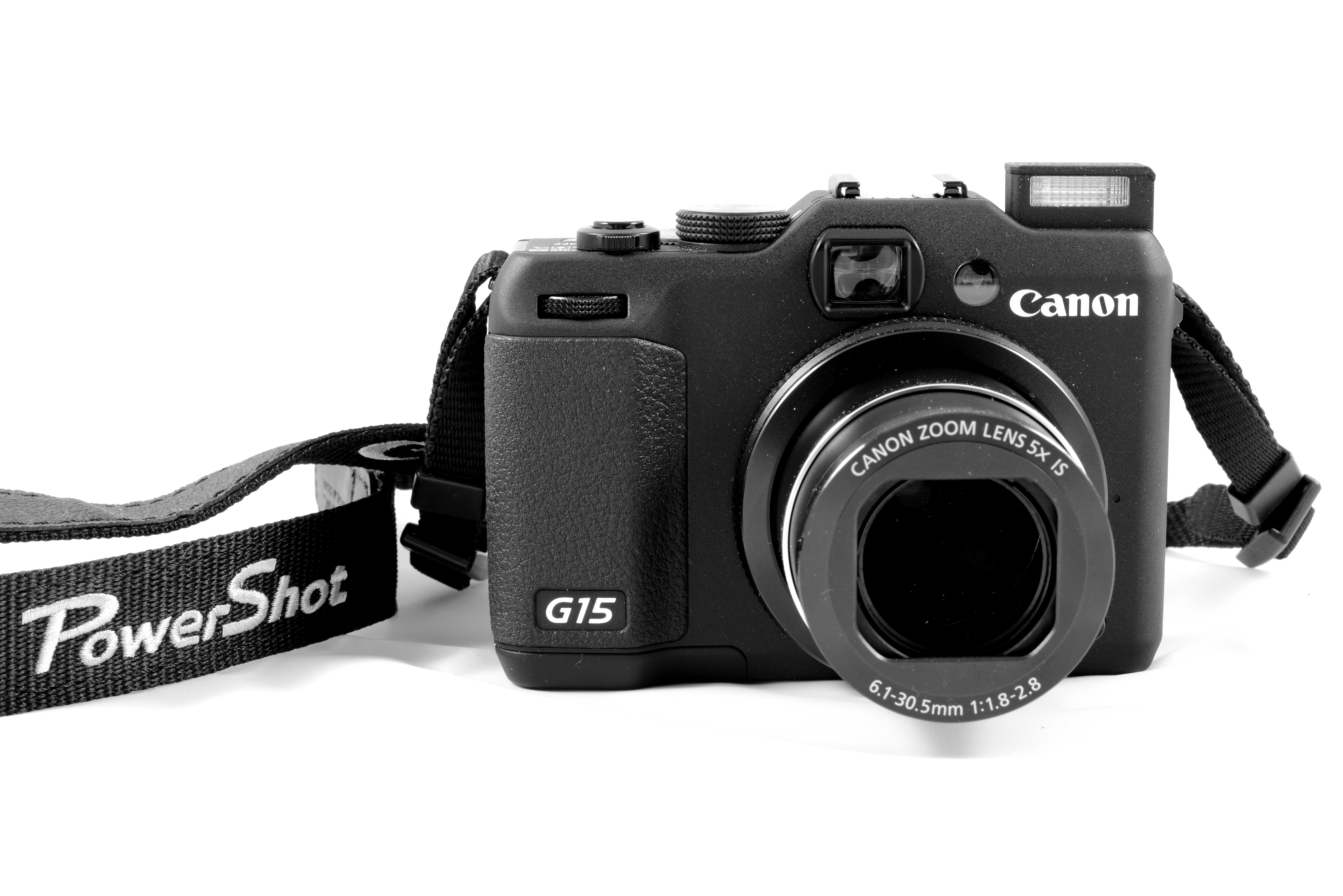
G15

## Galerie PowerShot G-Serie (mit größeren Sensoren)

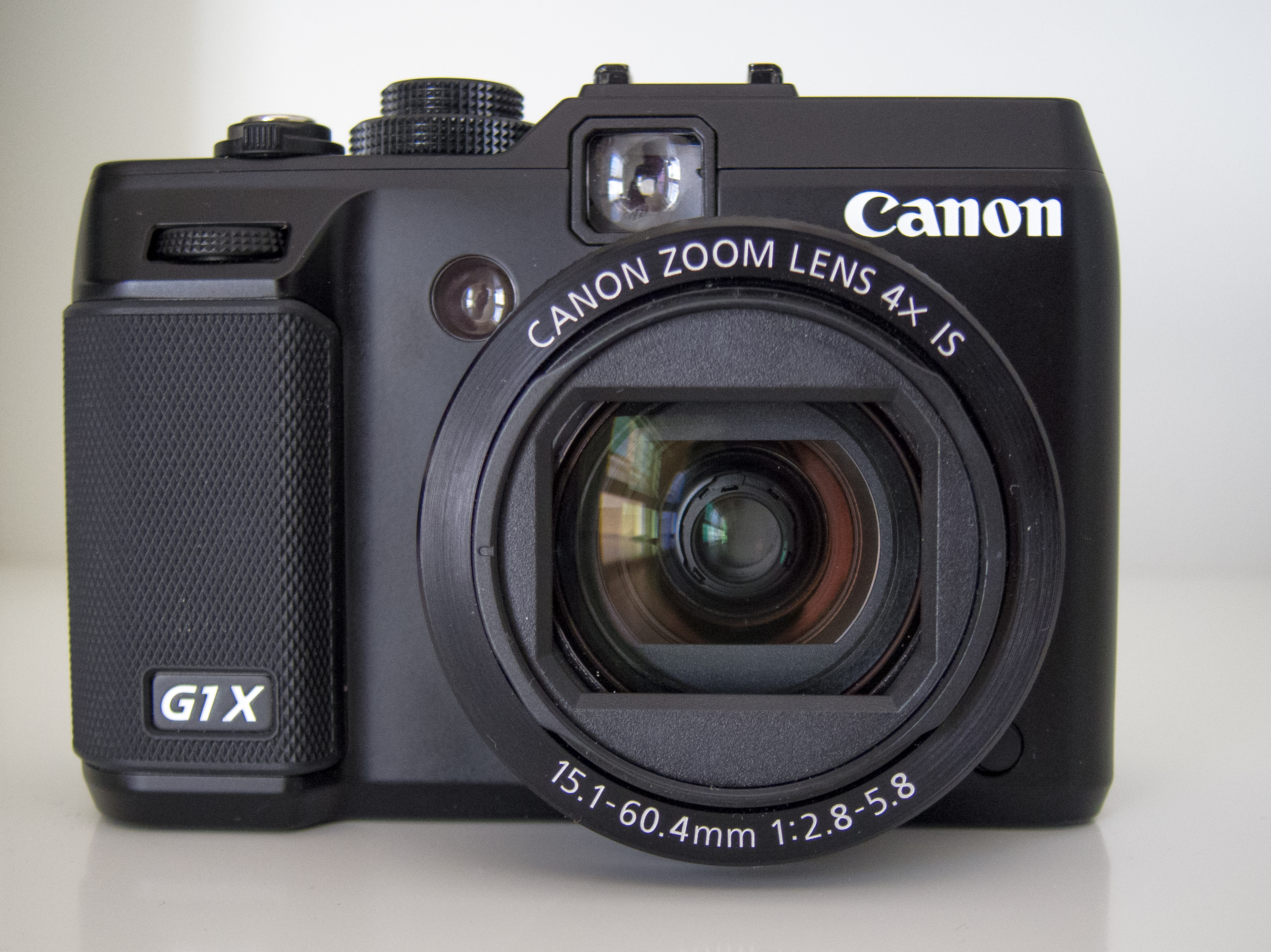
G1 X
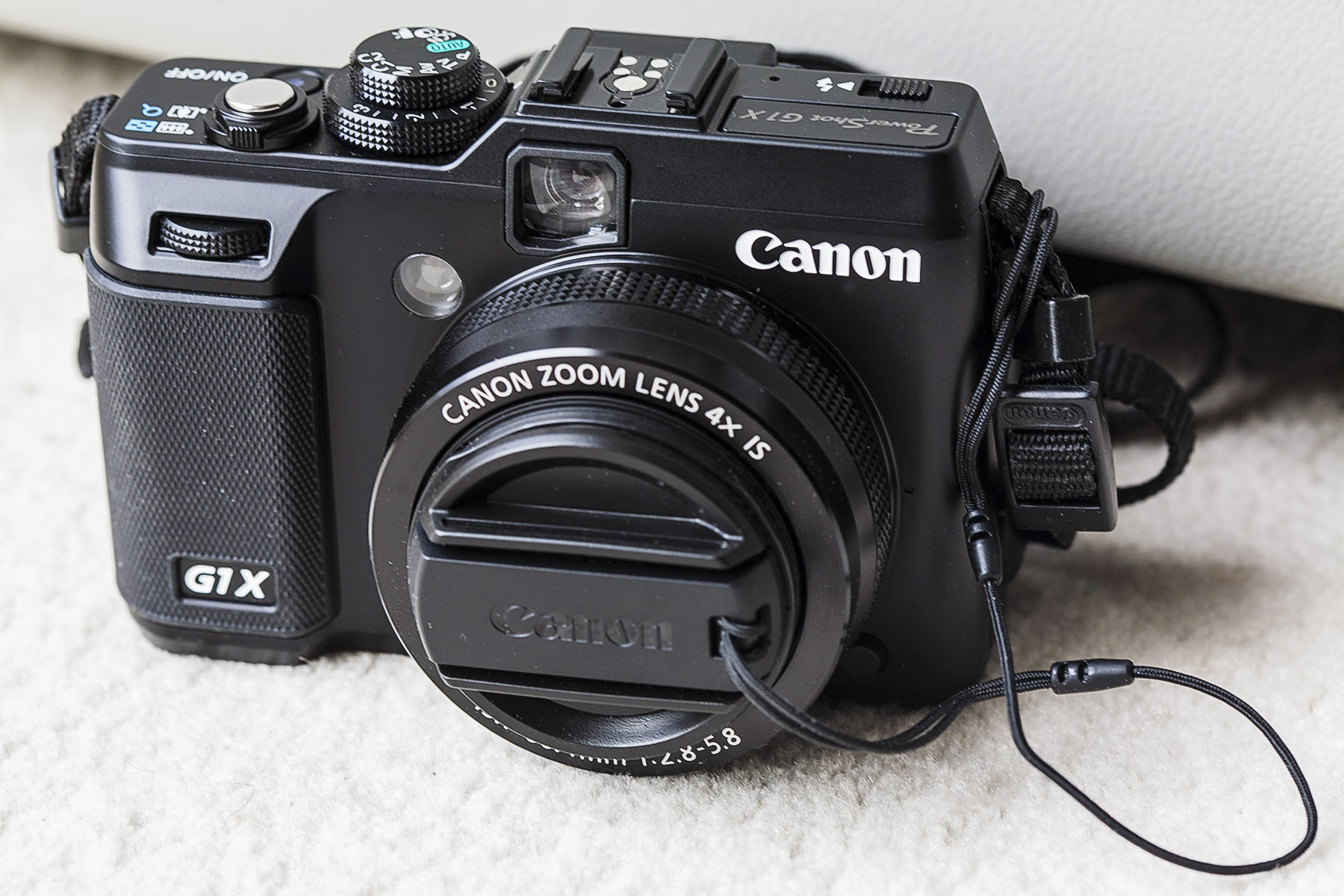
G1 X mit Objektivkappe
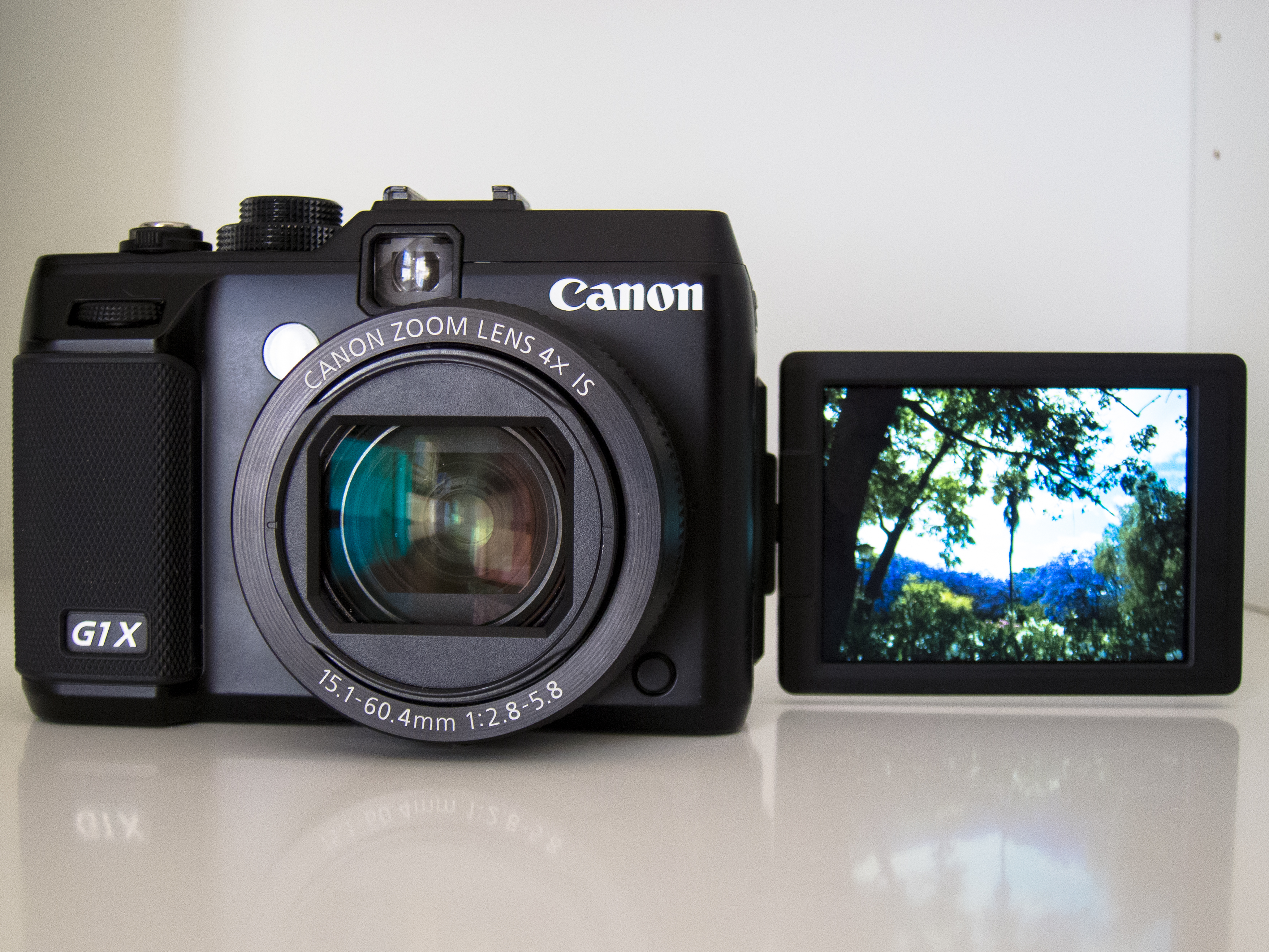
G1 X mit dreh- und schwenkbarem Display
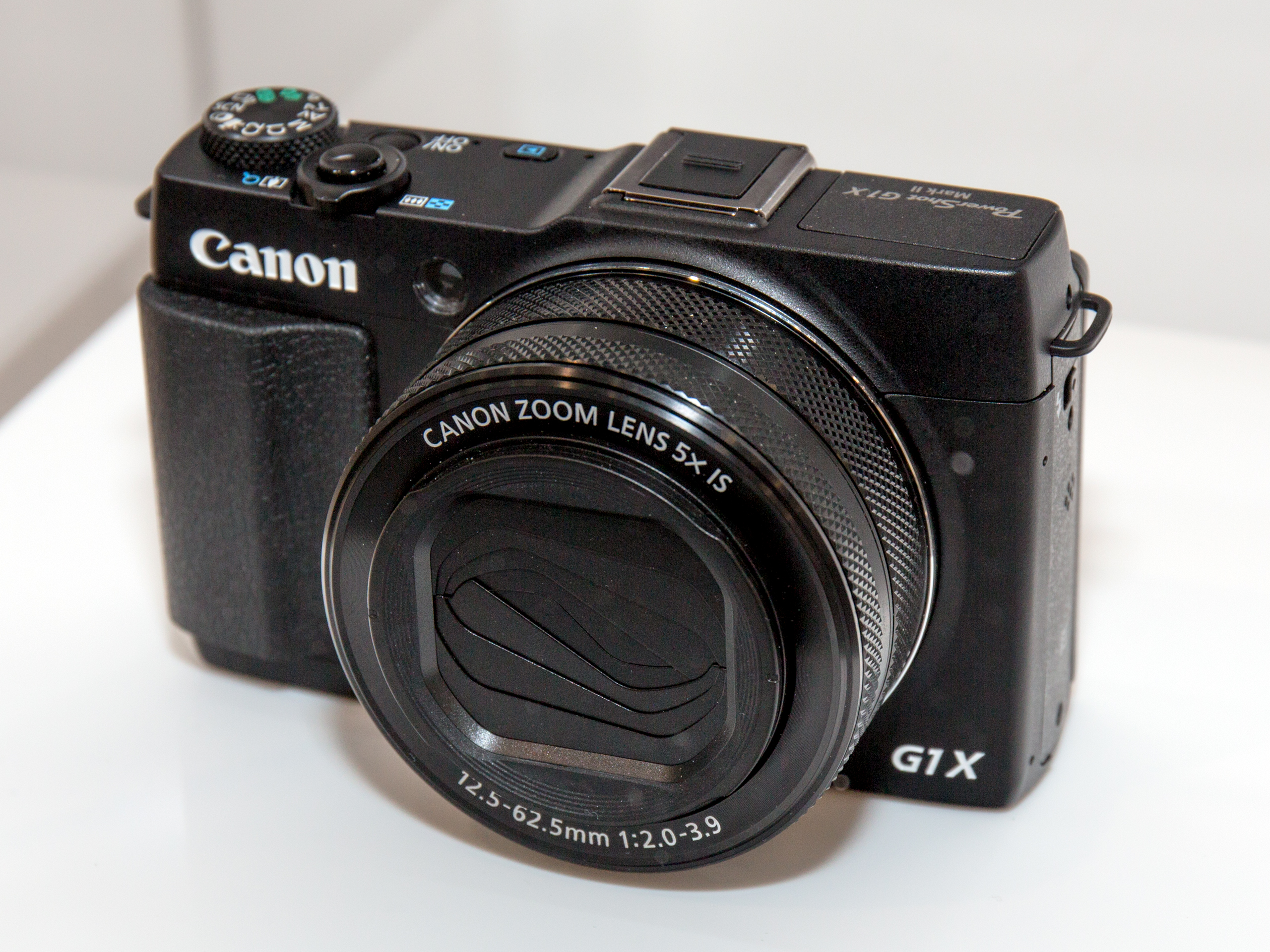
G1 X Mark II
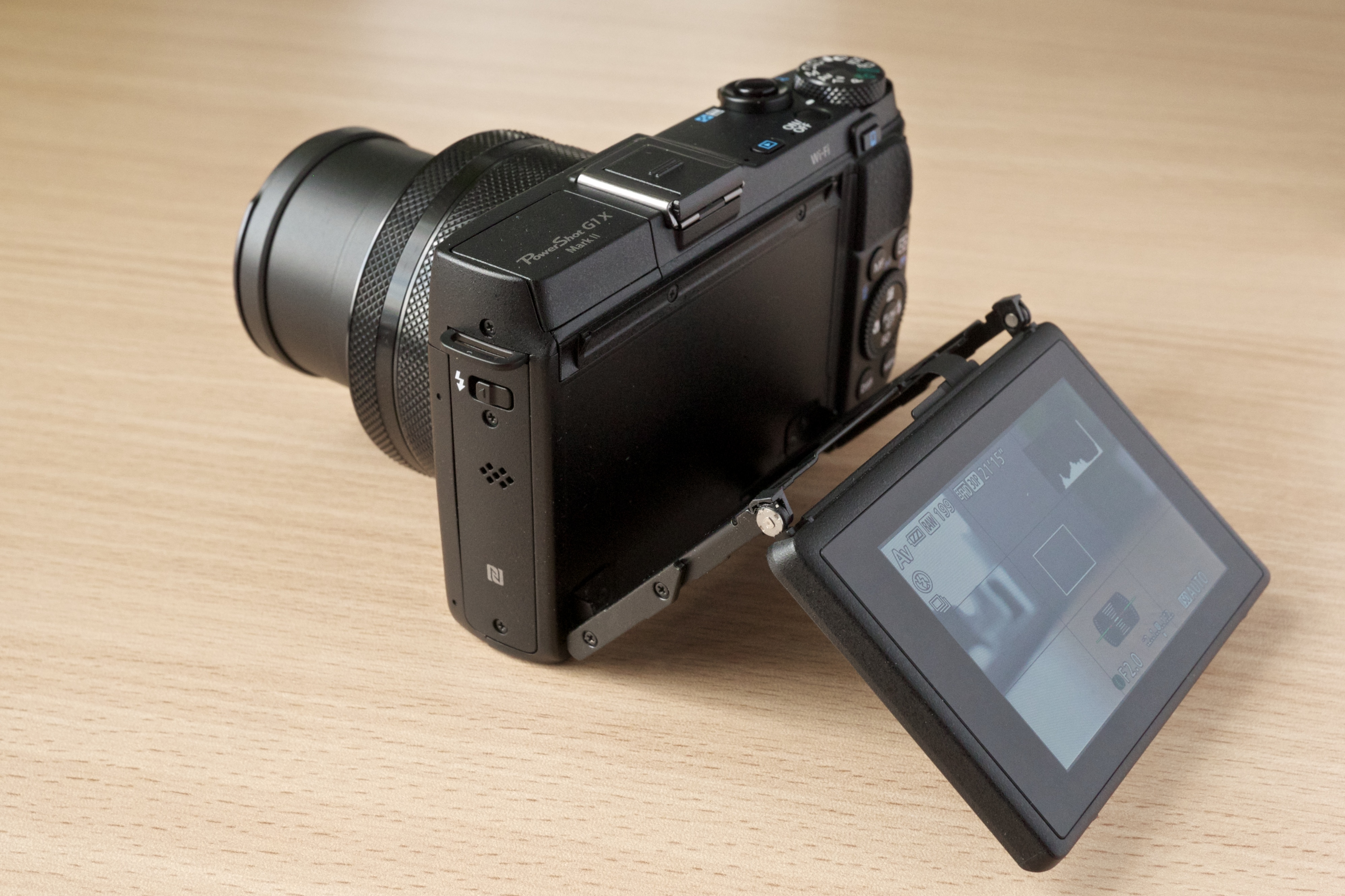
G1 X Mark II mit schwenkbarem Display
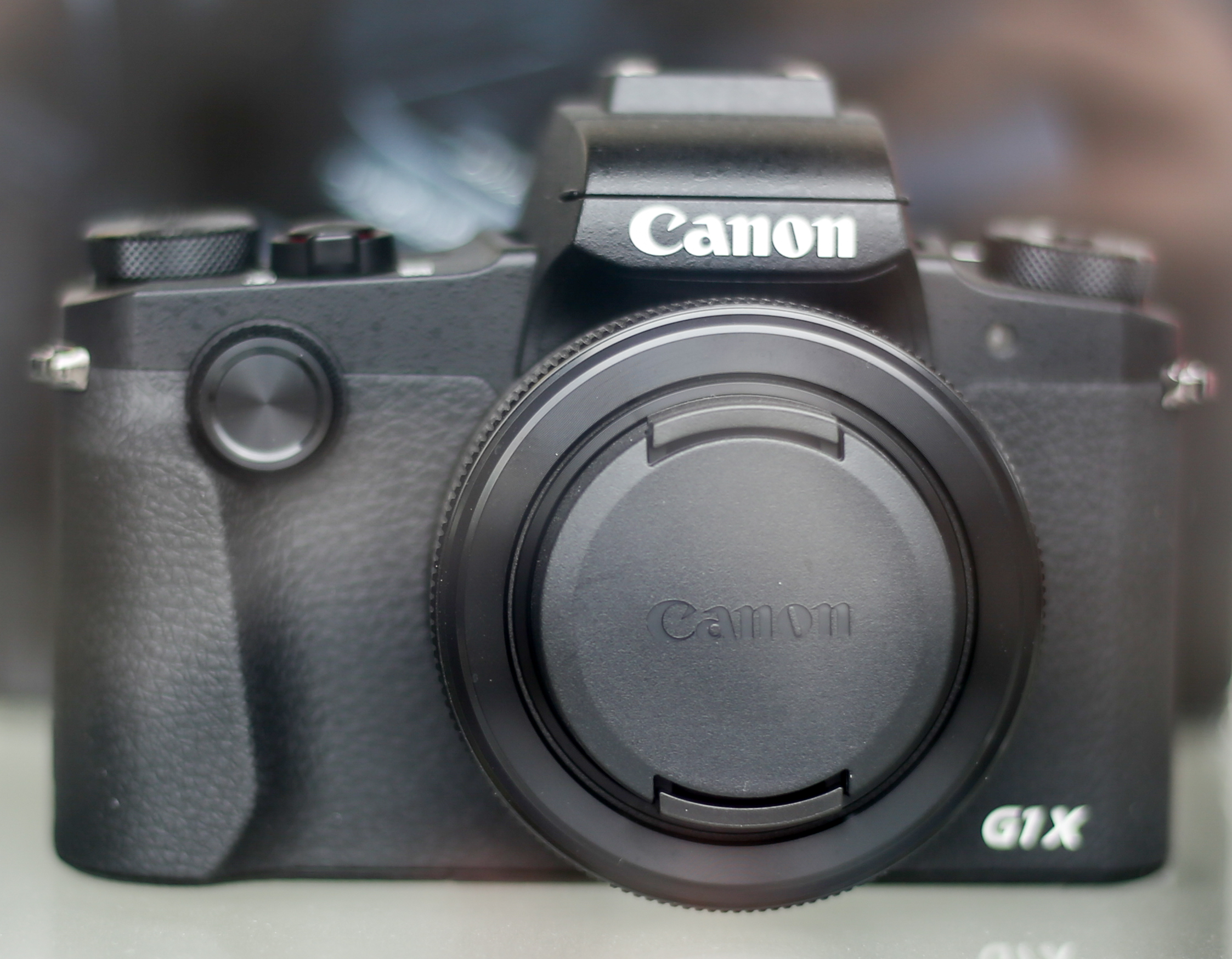
G1 X Mark III
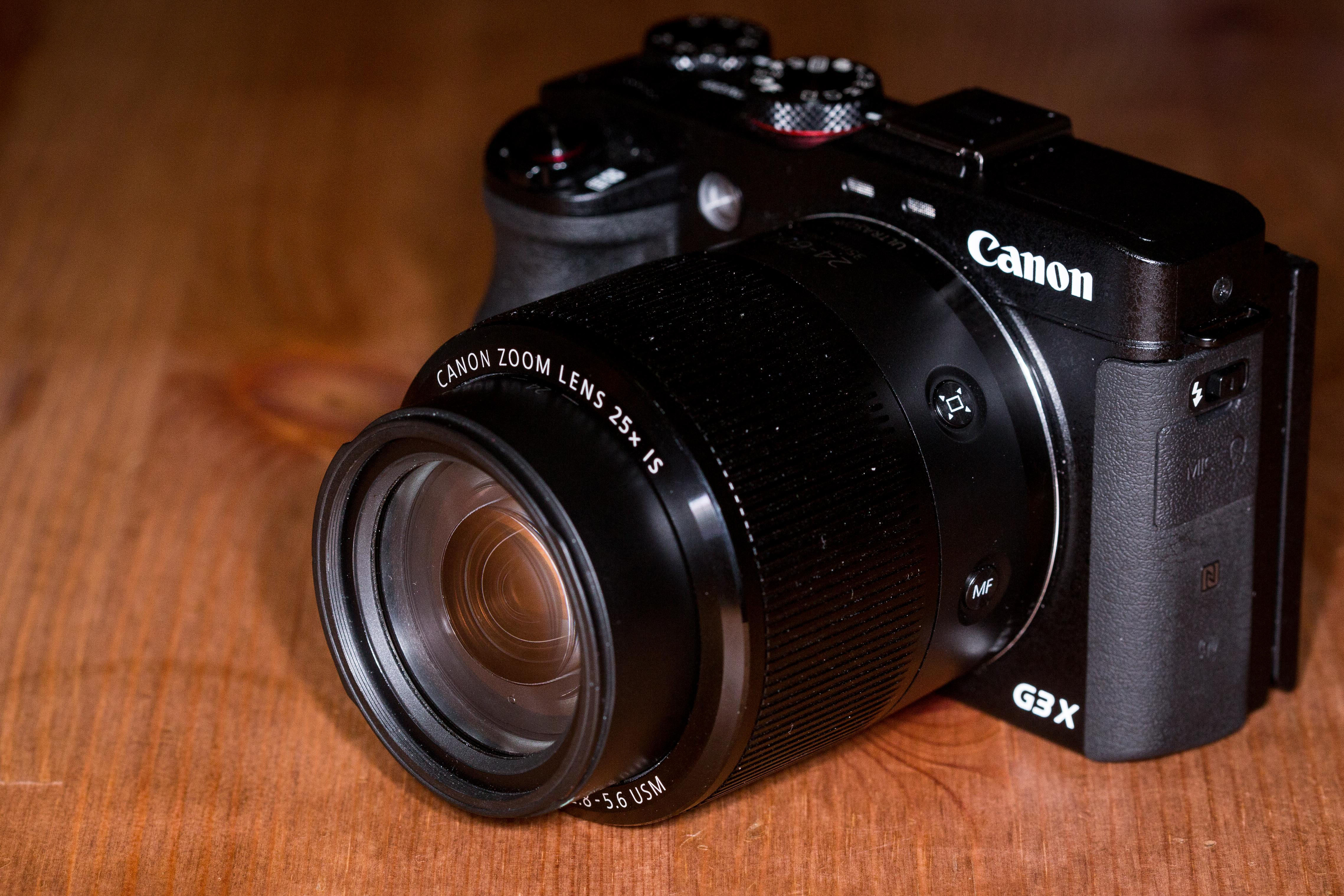
G3 X
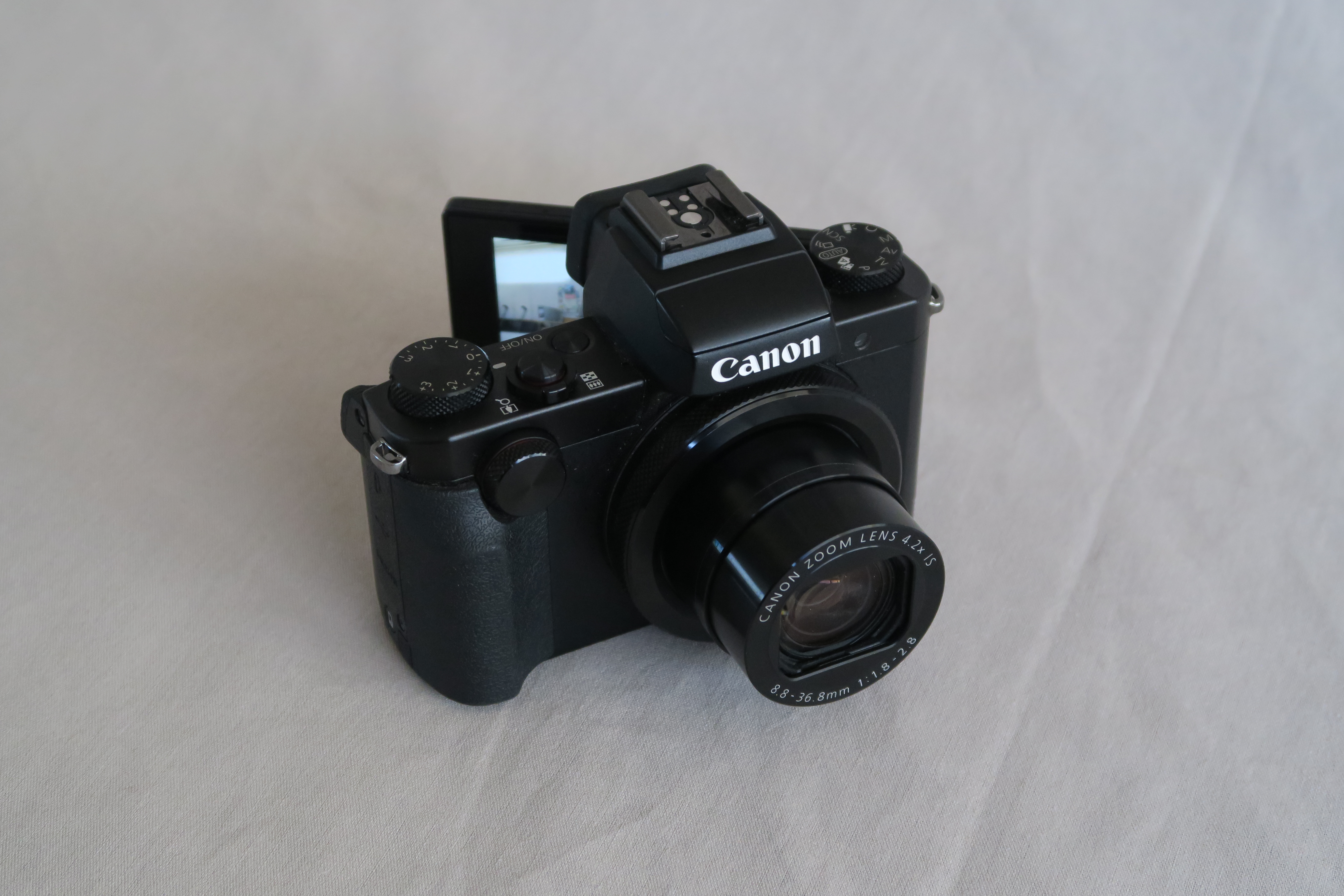
G5 X mit dreh- und schwenkbarem Display
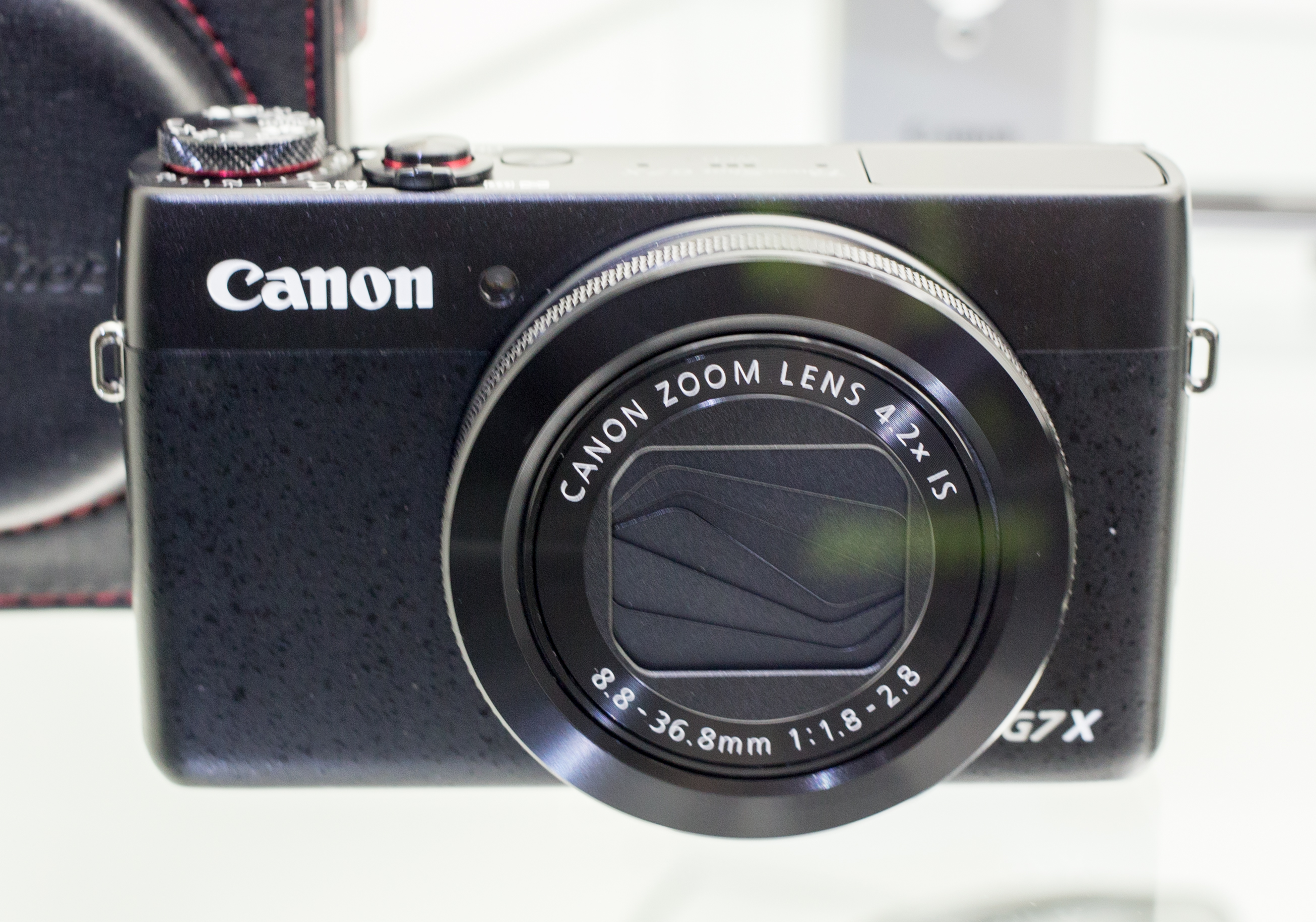
G7 X
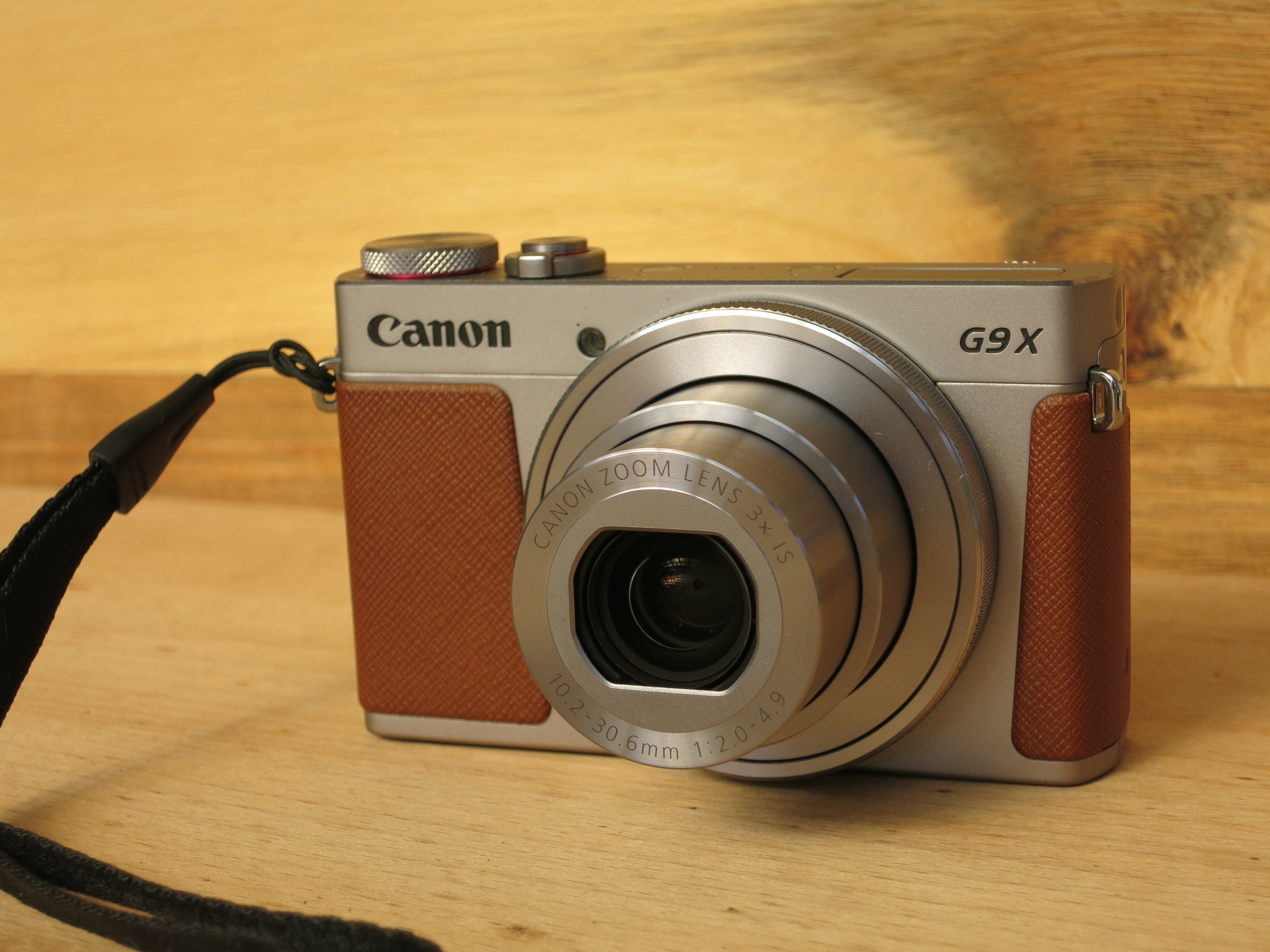
G9 X